# 神智学

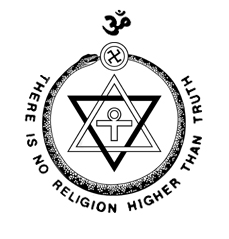
神智学協会の紋章。英文の意味は「真理より崇高な宗教はない」。上の梵字は究極存在を表すオーム。

神智学（しんちがく、英: theosophy）とは、神秘的直観や思弁、幻視、瞑想、啓示などを通じて、神と結びついた神聖な知識の獲得や高度な認識に達しようとするものである。神知学、神知論、接神論とも。
神智学は、名前のとおり「智」と「認識」を重視するものであり、神あるいは超越者が叡智的性格をもち、宇宙や自然もこのような叡智からつくられ、人間の智も神の智に通ずる性格をもっており、人間は霊的認識により神を知ること、神に近づくことができるとされる。
グノーシス派、新プラトン主義、インドの神秘思想などにも神智学的傾向がみられるが、狭義には以下の二つのものを指す。一つは、17世紀にヨーロッパで顕在化した近代の「キリスト教神智学」の潮流であり、もう一つは1875年に設立されたインドに本部のある「神智学協会」の思想である。
後者は近現代に新たに創出された体系であり、両者には共通点もあるが、系譜上のつながりはない。通常、神智学と言えばニューエイジ（現在のスピリチュアル）、大衆的オカルティズムの源流である神智学協会に関するものを指すことが多い。本記事では、神智学協会系の思想を区別する場合は〈神智学〉と表記する。

## 神智学と〈神智学〉
神智学は、聖典や啓示の解釈を通じて神や世界の秘密を探ろうとする知的・精神的営為、存在と自然の神秘に関する秘教哲学の体系、あるいはその神秘についての直接的な知を得ることを目指す探求を指す。本来的な意味での神智学は特に「神の本性」を知ることに重きを置くものを指しており、これに対して、「世界や自然」の秘密を知ろうとする傾向の神智学思想は汎智学（独: Pansophie パンゾフィー）とも呼ばれる。神智学は秘教の広範な領域の一部であり、個の照明と救済をもたらす隠された知識や智慧に関連すると考えられている。神智家は宇宙の神秘を、そして宇宙と人間と神との結びつきを理解しようとする。神智学が目指すのは「神と人間と世界の起源」を探ることであり、それらを吟味することによって、神智家は宇宙の目的と起源についての首尾一貫した説明を見出そうとする。広義には新プラトン主義、グノーシス派、カバラ、ヨアキム主義も神智学に含まれる。宗教改革以後では、新プラトン主義の系譜をひく自然神秘主義的な思想を展開し、医療錬金術を探求したパラケルスス、神秘体験から独自の神学を唱えたヤーコプ・ベーメらの著作も神智学の系列に属する。とりわけ17世紀初頭のヤーコプ・ベーメの諸著作は以後のキリスト教神智学の大きな水源となり、神智学が隆盛した18世紀から19世紀初めには、エマヌエル・スヴェーデンボリ、マルティネス・ド・パスカリなど多くの神智学的思想家が登場した。

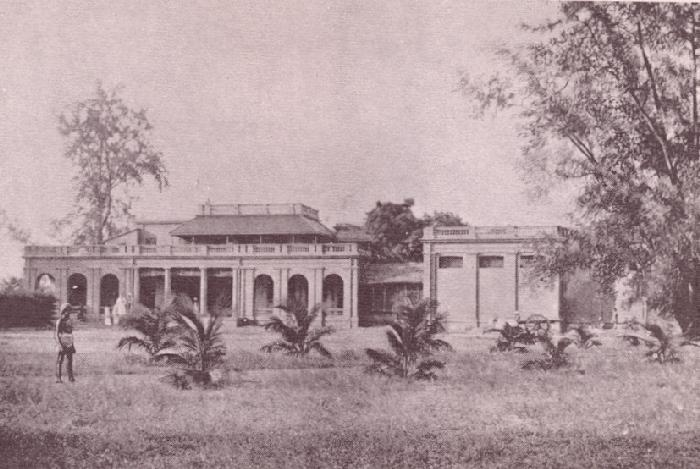
神智学協会の本部、1890年、インド、アディヤール

〈神智学〉は、19世紀にブラヴァツキー夫人ことヘレナ・P・ブラヴァツキーが唱導した心霊主義、なかでも彼女とヘンリー・スティール・オルコットが創設した神智学協会（Theosophical Society、1875年創設）に端を発する、古代の忘れられた「叡智」の再発見と「普遍宗教」の確立を目指す運動とその教義を指す。現代において神智学と言えば、神智学協会の教義を指すことが多い。ブラヴァツキーはヤーコプ・ベーメにも言及しているが、初期のブラヴァツキー〈神智学〉は古代の新プラトン主義に範を取っており、従来のキリスト教神智学にはあまり目を向けなかった。黄金の夜明け団の研究家R・A・ギルバートは、ヤーコプ・ベーメに代表される神智学と、神智学協会が広めた〈神智学〉は、全く関係ないと明言している。〈神智学〉の基礎となる主要著作のひとつは、1888年に出版されたブラヴァツキーの大作『シークレット・ドクトリン』である。西洋と東洋の智の融合を目指す〈神智学〉は、のちのアメリカのニューエイジ運動、大衆的オカルティズムの起源となった。〈神智学〉は、当時は「世界をおおうバニヤン樹」といえるほどの広範な影響力を有し、現代にも影に陽にその大きな影響は続いている。神智学協会の諸団体は世界の52以上の国でなおも活動している。
英語では一般的な意味での神智学的思想家は theosopher （神智家）といい、神智学協会の追従者を指す Theosophist （神智学徒、神智学者）とは区別される。伝統主義学派の旗手ルネ・ゲノンは、『神智主義 - ある似非宗教の歴史』（1921年）を著して神智学協会を批判し、同協会の教義を「神智主義」（仏: théosophisme テオゾフィスム）と呼んで伝統的な神智学と区別した。

## 語源
神智学 (theosophy) という用語は、古代ギリシア語で神を意味する θεός（）と叡智を意味する σοφία（）の合成語 θεοσοφία, theosophia （テオソフィア、神智）に由来しており、直訳すると「神の叡智」「神に関する智慧」という意味になる。
ブラヴァツキーは、3世紀の古代ギリシアの思想家アンモニオス・サッカスとその弟子たち（オリゲネス、プロティノスなど）が使い始めたと述べている。この theosophia （神智）という言葉は、古くはポルピュリオスやイアンブリコスの新プラトン主義の著作に現れ、初期キリスト教の教父たちのギリシア語・ラテン語の著作においても神学の同義語として用いられている。theosophoi は「神に関することを知る者たち」である。神智学は神学の同義語として用いられることが多かった。
「神智学」という言葉は絶え間なくさまざまな意味を付与されてきた。そのため、神智学という言葉を古代に使われたような意味で用いたり、厳密に語源にもとづいた意味で用いることは、学会においては一般的ではない。

## 伝統的・キリスト教的神智学

### 古代・中世

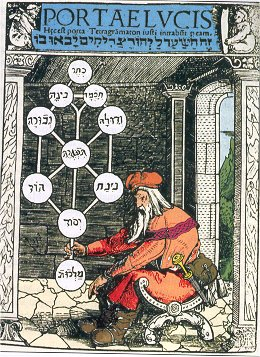
カバラの生命の樹

「神智学」という言葉は、歴史において、絶え間なくさまざまな意味を付与されてきた。神智学という語は、古くは3世紀には神学の「同義語」として用いられた。ロバート・グロステストのものとされる13世紀の著作『哲学大全』は、神智家と神学者を区別した。同書では、神智家は聖典のみから霊感を吹きこまれる著者であるとされ、一方、偽ディオニュシニウス・アレオパギタやオリゲネスのような神学者は神智を説明することを務めとする人であるとされた。
ユダヤ神秘主義においては、カバラ（ヘブライ語で「受け取られた伝承」）の神智学的 教義体系が12世紀後葉の南仏に出現し（バーヒールの書）、13世紀のスペインに広まった（13世紀後葉のゾーハルの書で頂点に達する）。カバラは後世のユダヤ神秘主義の発展の基礎となった。ユダヤ教の神智学的カバラは16世紀のオスマン・トルコ領パレスチナでイツハク・ルリアによって再解釈された（ルリアニック・カバラ）。ルネサンス期以降、折衷的な非ユダヤ的伝統である神学的クリスチャン・カバラと魔術的なヘルメス的カバラは、ユダヤ教の文献を研究し、その体系をかれらのさまざまな哲学に組み込んだ（それは今なお西洋の秘教の中心的な構成要素となっている）。ユダヤ神秘主義の先駆的研究者ゲルショム・ショーレムは、厳密に一神教的に解釈しながらも、中世のカバラとルリアニック・カバラはユダヤ教にグノーシス主義的モチーフを組み込んだものであると考えた。

### 16-17世紀

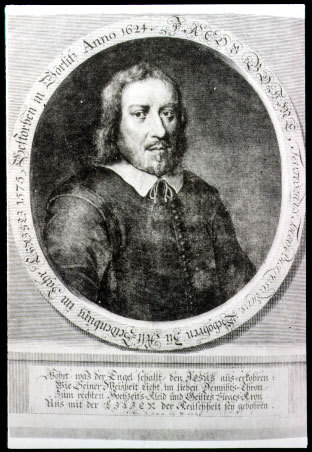
ヤーコプ・ベーメ

ルネサンス期の間、神智学という用語から、ひとを神や媒介的諸霊の世界に結びつけるものを識ることを通じて個の照明と救済をもたらす霊智的な知識を指す言葉としての用法が生じた。16世紀のドイツでは、「キリスト教神秘主義」と「秘教的自然哲学」とを架橋するような神智学の潮流が興った。マイスター・エックハルトのようなドイツ神秘主義の伝統とパラケルスス（1493年-1541年）の錬金術的思想を結びつけたヴァレンティン・ヴァイゲル（1533年–1588年）がその代表である。
『永遠の叡智の円形劇場』（1595年）を著したパラケルスス主義者ハインリヒ・クンラート（1560年-1605年）、『神聖なる権威の啓示』（1619年）という著作を遺したエギディウス・グートマン（1490年-1584年）も16世紀末のドイツ神智学の重要人物に数えられる。しかしながら神智学という言葉はまだ確立した意味にまで達していなかった。というのもヨハネス・アルボレウスによる16世紀中葉の Theosophia は、長々とした説明を加えながらも秘教については何も触れなかったのである。
17世紀ドイツのキリスト教神秘家ヤーコプ・ベーメ（1575年-1624年）は、著作のなかで「神智学」という言葉を使うことはめったになかったが、かれの業績はその言葉が広まる大きな要因となった。それはベーメの著作のいくつかの表題によるものであるが、それらの表題はベーメ自身というよりも編集者らによって選ばれたものと思しい。
17世紀の神智家は比較的少数であったが、かれらの多くは多作であった。ドイツ以外では、オランダ、イングランド、フランスにも神智家がいた。その代表的人物はヤン・バプティスト・ファン・ヘルモント（1618年–1699年）、ロバート・フラッド（1574年–1637年）、ジョン・ポーディジ（1608年–1681年）、ジェーン・リード（1623年–1704年）、ヘンリー・モア（1614年–1687年）、ピエール・ポワレ（1646年–1719年）、アントワネット・ブリニョン（1616年–1680年）である。
この時期の神智家たちは、神秘の完全な理解に向けて、象徴的意味を引出して知識追及を推し進めるために能動的想像を活用し、特定の神話ないし啓示に基づく解釈によって自然を探るという方法を取ることが多かった。

### 18世紀

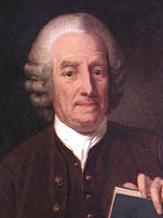
スヴェーデンボリ

18世紀には、神智学という言葉は一部の哲学者の間で広く使われるようになった。しかし「神智学」という言葉は18世紀全体を通じて辞書や百科事典においてはなおも実質的に不在であり、19世紀の第2四半世紀になってようやく頻出するようになった。少なくとも19世紀中葉までは、神智家自身が神智学という言葉を使うのは控えめであった。
ヨーハン・ヤーコプ・ブルッカー（1696年–1770年）の記念碑的著作『哲学の批判的歴史』（1741年）には神智学に関する長い一章が設けられていた。ブルッカーは哲学史における当時の標準的な論及のなかで、秘教における他の潮流と並んで神智家たちを加えた。
ドイツの哲学者たちはこの時期に、ザムエル・リヒター（筆名シンケルス・レナトゥス）の『神智哲学 理論と実践』（1710年）、ゲオルグ・フォン・ヴェリング（筆名ザルヴィクト、1655年-1727年）の『魔術カバラ的・神智学的論文』といったキリスト教神智学の主要な著作群を生み出した。他にこの時期の著名な神智家には、ヨーハン・ゲオルク・ギヒテル（1638年–1710年）、ゴットフリート・アルノルト（1666年–1714年）、フリードリヒ・クリストフ・エティンガー（1702年–1782年）、ウィリアム・ロー（1686年–1761年）、ディオニュシウス・アンドレアス・フレーアー（1649年–1728年）がいる。
18世紀までに、神智学という言葉はしばしば汎智学と併せて用いられるようになった。ここでの「汎智学」とは、具象宇宙の神聖文字を解読することによって獲得される、神的事物にかんする知識である。この場合の「神智学」という言葉は、より正確には、具象宇宙の内容をつかむために神的なものを観照するという逆転した過程に特化した用語である。
イングランドでは、メソジストの背景をもつ印刷業者ロバート・ヒンドマーシュがエマヌエル・スヴェーデンボリの著作を翻訳して印刷・配布するために、1783年に「神智学協会」を作った。この会はスヴェーデンボリ主義にもとづく信仰から成り立っており、1785年に「英国新教会教義普及協会」に改名された。
フランスではルイ＝クロード・ド・サン＝マルタン（1743年-1803年）とジャン＝フィリップ・デュトワ＝マンブリーニ（別名ケレフ・ベン・ナータン、1721年-1793年）が18世紀後葉における神智学の隆盛に寄与した。他にこの時代の神智学的思想家としてはカール・フォン・エッカルツハウゼン（1752年–1803年）、フリードリヒ＝ルドルフ・ザルツマン（1749年–1821年）、ヨーハン・ミヒャエル・ハーン（1758年–1819年）が挙げられる。
ドゥニ・ディドロはフランス啓蒙期に出版された『百科全書』の編纂者であるが、この事典でかれが執筆した一記事は、同時代の他の百科事典以上に神智学という言葉に注意を払った。その記事は主としてパラケルススを扱ったもので、ありていに言ってブルッカーの『哲学の批判的歴史』の剽窃であった。

### 19世紀
1891年にパピュスの創設したマルティニスト団のような諸団体は、ユダヤ・キリスト・イスラム教の伝統と西洋の秘教に緊密に関連する神智学の潮流に追随した。

## ブラヴァツキーと〈神智学〉運動

### 概説

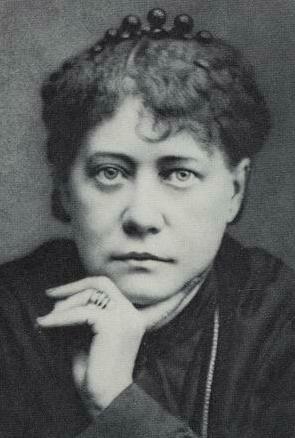
ヘレナ・P・ブラヴァツキー

〈神智学〉は、ロシア出身のヘレナ・P・ブラヴァツキー（通称ブラヴァツキー夫人、1831年 – 1891年）に始まる思想・実践で、現代で神智学と言えば、こちらを指すことが多い。アメリカ人のヘンリー・スティール・オルコット（通称オルコット大佐、1832年 - 1907年）とブラヴァツキーらが1875年に組織した神智学協会（神智協会）によって広められた。神智学協会は「真理にまさる宗教はない」をスローガンに掲げている。
ブラヴァツキーによれば、〈神智学〉運動とは、太古より特定の秘儀参入者によって伝承されてきた宇宙と人間の秘密から、時代ごとにふさわしい形式で東西の宗教が発生してきたとされ、その諸宗教の対立を超えて、秘密の重要部分を公開することで、再び古代の根源的な「神的叡智」への回帰を目指そうとするものである。その〈神智学〉は、「西洋伝統思想」が基礎にあり、西洋と東洋の智の「融合・統一」を意図するものであるとされる。
自らの組織の名称に「神智学」という名称を選択することで、神智学の伝統に連なろうとしたのではないかという意見もあるが、初期会員のチャールズ・サザランがたまたま辞書で目にした用語が団体名に採用されたという説もある。R・A・ギルバートは、神智学協会が広めた〈神智学〉は独自解釈した仏教・ヒンドゥー教であり、ヤーコプ・ベーメに代表される伝統的な神智学とは全く関係ないと明言している。
ブラヴァツキー自身は、〈神智学〉は宗教ではなく、「神聖な知識」または「神聖な科学」であると述べている。社会人類学者の杉本良男は、神智学協会の性格づけはなかなか難しい意味があり、いわば否定的定義として、宗教のようで宗教でない、オカルトのようでオカルトでない、心霊主義のようで心霊主義でない、哲学のようで哲学でない、それらの純粋型としてのまことの「古代の智慧」の探求だということになるのであろうと述べている。この純粋型は当時すでに失われていたが、インドのヴェーダにその原型をとどめているとされた。
神智学協会の〈神智学〉運動は、19世紀末を代表する文化運動のひとつであり、その衝撃は、さらに20世紀初頭のモダニズム誕生から、1960年代のカウンターカルチャー、20世紀末に始まるニューエイジと精神世界（現在のスピリチュアル）を理解していく上で、「鍵」となる存在である。欧米文化の秘教主義、神秘主義、オカルト主義の趨勢が一群となったこの運動を、秘教的音楽史家ジョスリン・ゴドウィンは「神智学的啓蒙」と表現した。

仏教の法輪

当時ヨーロッパでは仏教に関心が持たれていた。外国人の入国が禁じられていたチベットについては、超能力を持つラマなど神秘的な逸話が流布しており、欧米人は深いあこがれを抱いていた。ブラヴァツキーらは〈神智学〉を真の仏教、「秘伝仏教」であるとし、彼らが「大師（マスター）」「マハトマ（偉大な魂）」と呼ぶチベットの精神的成就者（アデプト・秘儀参入者）から授けられた秘密の教えであると主張した（哲学者・宗教学者・社会学者のフレデリック・ルノワールは、実際には仏教よりもヒンドゥー教に近いと述べている）。
ブラヴァツキーはアメリカで執筆した大著『ヴェールを剥がれたイシス』ではカバラ、新プラトン主義、グノーシス、メスメリズムなど古今東西のさまざまな思想を引き合いに出したが、活動の場をインドに移してからはヒンドゥー教や仏教の教えを多く取り入れた。しかしそれらの東洋思想の理解には限界があり、理解可能で利用できる部分だけを摂取して、それから先はカバラや新プラトン主義で補うという方法が取られた。西洋のインド思想・仏教の理解は誤解に満ちており、理解できない部分を「西洋思想」で補って解釈しているため、「カルマ」や「輪廻転生」などの解釈は引用元のものとは相当に異なる。もしくは、西欧の神秘主義の伝統的な思想を、西欧が植民地支配によって接触できたアジア宗教の用語によって装飾または再解釈したものであり、普遍的なものとしてグローバル化したものであるとも言われる。神智学協会の研究対象は、古代密儀宗教以降の西洋秘教伝統のすべてであり、その体系と内容は、インド思想など東西の多くの宗教・哲学の要素を折衷して組み立てられているため極めて複雑である。
宗教社会学の研究者である樫尾直樹によると、〈神智学〉を要約すると、人智を終局的に規定する神の智の「認識」を、五感を越えた超感覚的な霊性を基礎として探究することを目的としている。宗教学者の大田俊寛によれば、〈神智学〉とは、不滅とされる霊魂が輪廻転生を繰り返しながら、自らの霊性を進化・向上させ、ついには神的存在にまで至るという「霊性進化論」を目的としている。

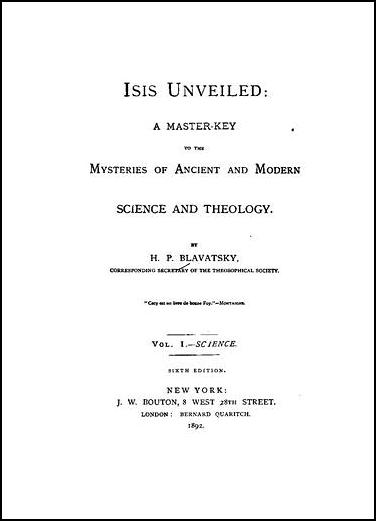
ヴェールを剥がれたイシス

ブラヴァツキーは1877年に第一の主著『ヴェールを剥がれたイシス』を発表し、1888年には第二の主著『シークレット・ドクトリン』を発表した。前者は、題名から理解されるように、西洋オカルティズムの故地とされるエジプトを志向したものである。後者は、センザールという古代の神聖言語で書かれた「ジャーンの書」をブラヴァツキーが翻訳・解説したという体裁を取った本であるが、「ジャーンの書」なるテクストが実在したという証拠はない。インド渡航の成果は〈神智学〉が〈神智学〉となる思想面の転換の契機を与え、『シークレット・ドクトリン』でブラヴァツキーの教えは完全な形で示された。岩本道人（吉永進一）は、この本は近代〈神智学〉文献で最も重要なものであると述べている。ただし、通常の理解力では到底把握できない内容・文体であった。
歴史学者のセオドア・ローザクは、『ヴェールを剥がれたイシス』と『シークレット・ドクトリン』の「そのパノラマはあまりに広く、洞察と偏屈な意見が多すぎて容易な論評を許さない」と述べている。ほとんどの人が『シークレット・ドクトリン』を理解できず、わかりやすく大要をまとめた『神智学の鍵』が出版された。深遠さを演出して読者を煙にまく神秘化の手法も用いられ、重厚で難解だったブラヴァツキーの思想が当時の人々にどれほど理解されたかは不明であるが、その思想に含まれる強靱な体系を構築する核となりうる諸要素は、彼女の死後に明確化・具体化されていった（吉村正和は、〈神智学〉において魂の構造や再生について多様な解釈が生まれるのは、ブラヴァツキーがそうした点を明確に説明していないからであると述べている）。
教育学者の岩間浩は、神智学協会は極めてユニバーサルな、国際的、非ドグマ的、平和主義的、精神修養的な性格を持っていたと述べている。ブラヴァツキーが人種・宗教・身分を超えた神秘主義研究を訴えたこともあり、当時は影響が大きかった。ヨーロッパ諸国、北米、英国の統治下にあったインドを中心に世界的に普及し、ルドルフ・シュタイナーの人智学など多くの分派や支流を生み出した。神智学協会は、秘教思想、そして仏教やヒンドゥー教の基本的な考えが西洋世界に普及するうえで、深い影響を与えた。神智学協会自体の活動は1930年代には下火になったが、その思想は書物などを通じて広範な影響力を今も有しており、近現代の新宗教やニューエイジにもその大きな影響が窺知される。
ニューエイジの思想や実践の大半は、1875年から1925年の協会の活動にその淵源を見出すことができる。例えば、20世紀初頭の〈神智学〉の本や雑誌では、ヨーガ、瞑想、占星術、チャクラ、オーラ、水晶、前世、スピリチュアル・ヒーリング、天使と妖精、象徴表現、民間伝承、古代密儀宗教、世界の宗教の聖典の秘教的な解釈などが取り上げられていた。〈神智学〉は、科学の台頭で没落していたオカルト諸要素を、その秘伝の体系に取り入れて、後期ヴィクトリア朝時代の教養人たちのオカルトへの関心を呼び覚ました。20世紀の多くの西洋オカルティストたちも直接間接にブラヴァツキーや〈神智学〉運動の影響を受けており、〈神智学〉を批判したルネ・ゲノン、神智学徒たちを揶揄したアレイスター・クロウリー、薔薇十字を名乗る現代の諸団体もその例外ではない。
日本では、〈神智学〉と神智学協会は1889年にオルコットが来日した頃に紹介された（当時は「霊智学」と呼ばれた）が、評価は一部の仏教青年に限られていた。1910年には『神智学の鍵』が『霊智学解説』のタイトルで翻訳されたが、一般に広まったのは、「精神世界」（現在の「スピリチュアル」）の流行や「第三次宗教ブーム」が見られた「1970年代から80年代」以降である。

## 〈神智学〉の理論と思想

### 背景
ブラヴァツキーに始まる近代〈神智学〉の背景となっているのは、硬直化したキリスト教と、「霊」を排して「物質」のみに根拠を求めようとする自然科学へ反発である。〈神智学〉は、自然科学が台頭した時代に、科学の検証に耐えうる新しい宗教として打ち立てられた。ブラヴァツキーはしばしば超常現象を見せ、それはほとんどは奇術まがいのトリックであったが、人々の耳目をひきつけた。彼女自身の不思議な魅力と超常現象への興味があいまって、〈神智学〉は注目された。

### 理論・思想

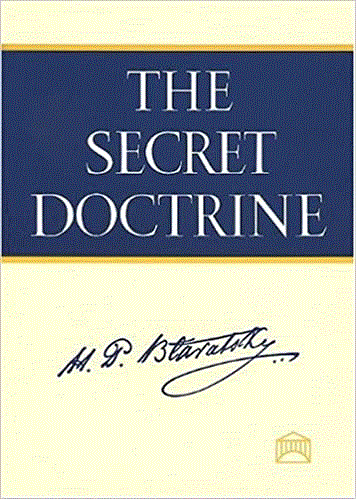
シークレット・ドクトリン

万物を構成する「宇宙的生命」すなわち絶対的本質は、万物を流出させる根源的な原理であり、それは精神と物質、光と闇、男性と女性、能動性と受動性といった区別を越えたところにあるというのが基本教義である。ブラヴァツキーは同時代に流行した心霊主義の霊媒として活動していたが、心霊主義の単純な霊魂論に異議を唱え、物的証拠とは無縁の霊魂の存在と、ユダヤ・キリスト教の主流では否定されていた死後の「再生」（輪廻転生）を確信し、身体的な進化の基礎となる「霊的な進化」の理論を唱え、人間は輪廻の連鎖を通して起源へ旅する神性の輝きが具現化したものであるとみなした。数十億年もの進化の果てに「神」に近い存在に近づくことができるとし、すべての「心霊的自我（霊魂）」はニルヴァーナ（涅槃）に到達し、宇宙的・神的根源に至るとした（このような涅槃の説明は、仏教ともヒンドゥー教徒とも異なっている）。また、新しい心霊学としてインド思想の要素を取り入れ、連続した生の環境を統括するものとして「カルマの法則」を提唱した。その理論の基礎には、マクロコスモス（宇宙）とミクロコスモス（人間）との照応（コレスポンダンス）という西洋伝統思想がある。
神智学協会はキリスト教の神のような「人格神」を立てないが、フレデリック・ルノアールは、〈神智学〉は一種の有神論と一種の「個人的自我」への信仰であると述べている。岩本道人は、『シークレット・ドクトリン』における真にオリジナルな教説は、聖なる数字とされてきた「七」を用いたオカルト進化論の単位とも言える「周期（ラウンド）」と、「根源人種（ルート・レース）」の神秘的人種論の二つだけであると述べている。岩本は、『シークレット・ドクトリン』の特質をなすオカルト進化論は、その二つの理論を除いてサンスクリット語の装飾を落とせば、一昔前のアルフォンス・ルイ・コンスタン以来の西洋近代オカルティズムの伝統であるカバラの上に成立しており、その独特の人種論もフランス人オカルティストたちに起源があると指摘している。吉永と松田は、フランスの秘教家サン・ティーヴなどとの類似が指摘されるものの、極めて独自な思想であると述べている。
岩間浩は、〈神智学〉および神智学協会の特質を、次のようにまとめている。
- 神智学は知恵の科学である。人類を一つの同胞と見、その「進化」発達を「宇宙史」的な観点から捉える（霊性進化論（英語版））。
- 宗教の「源は一つ」であり、各宗教は最高の自覚へと至る門であるとし、それぞれの宗教の「比較研究」をする。すべての人・生命は神性を宿すとみる立場（神性の原理）、すべての人を同胞とみる立場から、宗教・宗派、人種・民族、国、性、身分、職業、貧富などの違いによって人を差別することを禁じる。
- 自然及び人に秘められた真理を探求する。人とは「人生という学校」で学びつくすまで生まれ変わりを繰り返しつつ、「進化」の道を辿る（再生誕の法則）とし、生命の不滅を説く。
- 「進化」の過程で深い自己解放（真の自由）に到達し、生まれ変わって学ぶ人生学校を卒業した存在（超人、覚者）を認め、彼らによる人類への慈悲の保護・援助の大計画・争いのない平和な社会を創造する大計画を認め、彼らを教師として励む弟子道を、自覚的に歩もうと心がける。そして自己訓練的に高い倫理的な生き方を目指す（具体的には、菜食し、酒や薬物を慎み、理想的にはそれらを断ち、規律ある瞑想的生活を送るよう求められる[† 18]。
- 特に心の純粋性、愛、高貴性、正義、公平、寛大、誠実、無執着、自由といった内面性を重視する。
- 人の思ったり行ったりする行為はすべて宇宙に影響を及ぼし、やがてその結果を刈り取る（カルマの法則）、思いを含む全ての行為は作用があれば反作用がある（作用反作用の法則）と説く。

現代のカトリック教会は、ブラヴァツキーの著作の中心となる主張は「女性解放」であり、ユダヤ教・キリスト教・イスラム教の「男性的」な神への批判を含んでおり、ヒンドゥー教の母なる神々と女性的な徳の実践に回帰することを人々に求めたと解説している。この精神はフェミニズム運動の先駆者であった後継者アニー・ベサントに、さらに現代のウイッカや「女性の霊性」に受け継がれ、現代の「父権的」キリスト教に対する闘争を続けていると述べている。

### 思想の3つの柱

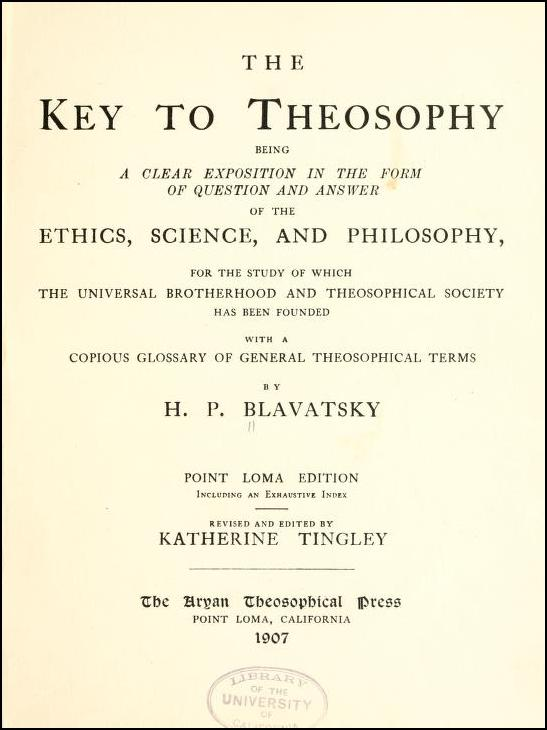
神智学の鍵

ブラヴァツキーは『神智学の鍵』 (The Key to Theosophy) において、折衷的神智学の思想の柱は次の三つであるとしている。
- 全宇宙の根底には、一つの絶対的で人智を超えた至高の神霊や無限の霊力が存在しており、見えるものも見えないものも含めた万物の根源になっている、という思想。
- 普遍的な魂からの放射である人間は、その至高の神霊と同一の本質を共有しているがために初めから永遠で不滅である、という思想。
- 「神聖な作業」を通じて神々の働きを実現すること。

### 協会の3つの目的
『神智学の鍵』における協会の柱は次の3つである。
- 人種や肌の色や信仰による差別のない、「人類」の普遍的な「友愛」の核となること。
- アーリヤ語およびその他の言語で書かれた「聖典」、並びに世界の諸宗教と諸科学の研究を奨励し、古代アジアの、特にバラモン教、仏教、ゾロアスター教の哲学作品の重要性を証明すること。
- 「自然」の隠された神秘、わけても人間に潜在する心霊的、精神的な力を、可能な限りあらゆる局面で、深く追及すること。

西洋エソテリシズムの研究者ワウター・ハーネフラーフは、ここでいう科学はオカルト科学、哲学は隠秘哲学、自然の法則はオカルト的ないし心霊的な自然の法則であり、比較宗教は、ヘルメス主義者の「永遠の哲学」を模範とする「原始的伝統」の解明が期待されていたと述べている。

### 取り入れられた宗教・思想
神智学協会の〈神智学〉は、「西洋伝統思想」に仏教など多様な宗教・思想を折衷して作られた。マハトマ（秘儀参入者）が伝承してきた教えは、様々な宗教や神秘思想とオカルトの源泉であり、真理はそれらのなかにも断片として表現されているが、〈神智学〉はその教えを純粋に復原したものと主張される。
〈神智学〉では、古代エジプト、神秘主義、ヘルメス思想、ギリシア哲学、キリスト教、新プラトン主義、グノーシス主義、カバラ、ヴェーダ、バラモン教・ヒンドゥー教（アドヴァイタ・ヴェーダーンタ、ヨーガを含む）、仏教（特に、チベット仏教を含む北伝仏教）、ゾロアスター教、魔術、錬金術、占星術、心霊主義、神話、フリーメイソン、薔薇十字団などから様々な文脈の中で引用が見られるが、それらの知識のなかから、曇りのない秘儀を抽出することで叙述されたものとされる。

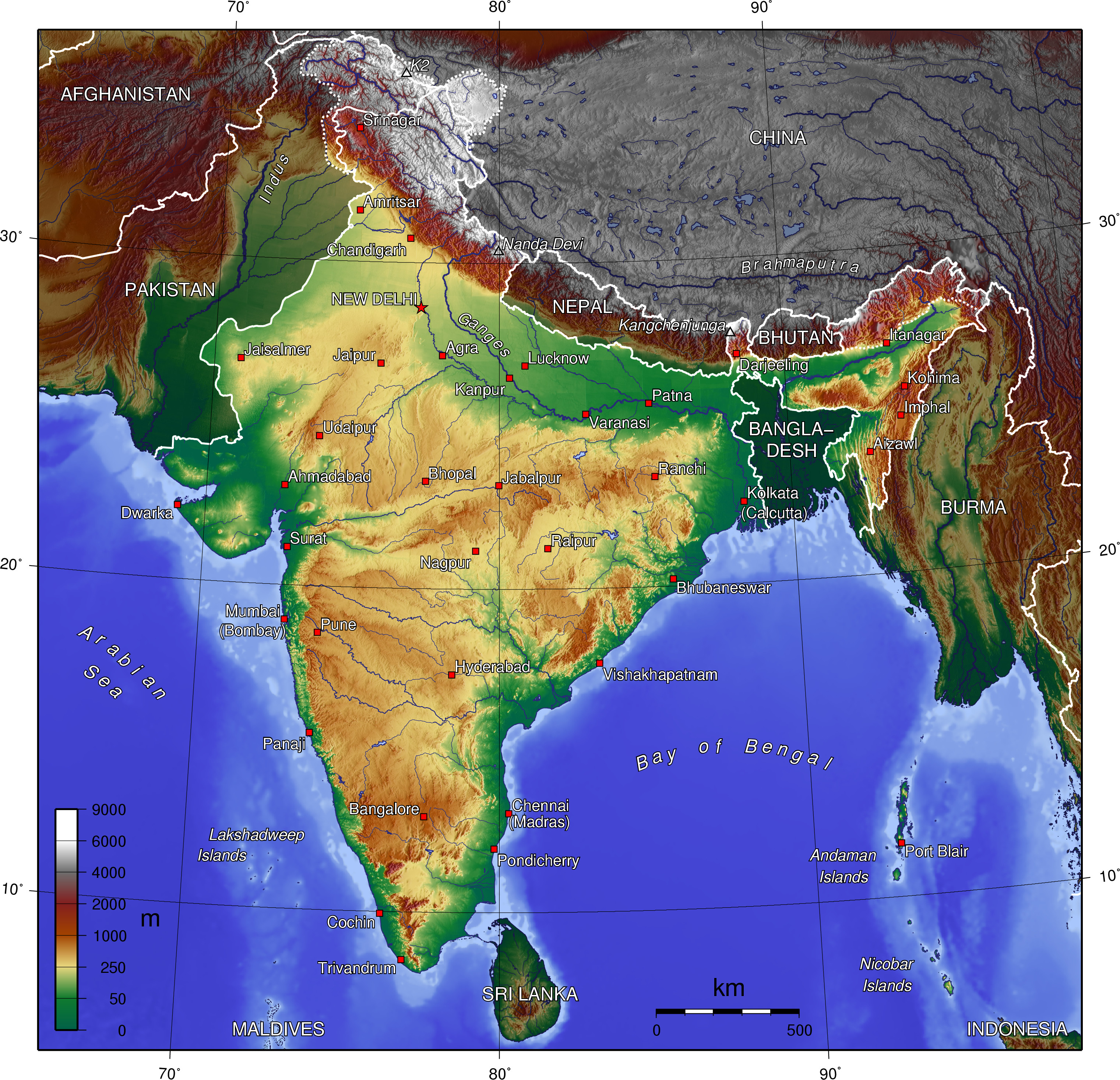
インド

とは言っても、すべての宗教を同列とみなしたわけではなく、ユダヤ教は忌まわしい代物で（好意的な引用もある）、キリスト教はイエスを除けば何の値打ちもなく、イスラム教も数人の神秘家を除けば同様であるとし、その叡智が宿るのは「人類の魂のゆりかご」インドであるとした。
特に仏教への偏愛が著しく、もっとも完成されたものと判断した。ただし、その仏教は、大衆の間で実践され学者が研究してきた「顕教的な（外面的な）仏教」ではなく、「秘儀伝授を受けたもの」のみに伝えられてきた「秘教的仏教」であり、彼らの言う「顕教的な仏教」には重大な誤りが含まれており、無学な大衆向けのものであるため、宇宙の意味や人間の運命にかかわる究極の英知は含んでいない、という。
初期の〈神智学〉ではキリスト教は厳しく排斥されたが、のちに後継者のアニー・ベサントは、ブラヴァツキーら先輩たちの教え、特にキリスト教に関するものを修正し、表向きのキリスト教の背後に由緒正しい「秘教的なキリスト教」が存在するとしてキリスト教を東洋思想と同列に並べた。この戦略で、多くのキリスト教徒が〈神智学〉に引きつけられるようになった。
ブラヴァツキーは、伝統的な神智学の大家ヤーコプ・ベーメに申しわけ程度に言及している。イギリスの小説家エドワード・ブルワー＝リットン（初代リットン男爵）は、友人のエリファス・レヴィの理論を焼き直したオカルト小説を書いているが、このブルワー＝リットンからも直接影響を受けている。また、〈神智学〉を提唱する以前の若い時にフランスのパリで過ごした際、霊の進化と生まれ変わりを唱えるスピリティスムを提唱した霊媒・教育者アラン・カルデックのグループに足しげく通っていた。
これらと進化論などの新しい知見を折衷して、ブラヴァツキーは万物の一元性、宇宙や文明や人種の周期的な発生と衰退、カルマと普遍的な因果応報、再生（輪廻転生）、太古の文明、超能力、高次の意識、原子や鉱物や惑星の進化、生命体の進化に伴う天体間の移動などを説いている。

### 難解という戦略
〈神智学〉転向前のアニー・ベサント（のち神智学協会会長）による『シークレット・ドクトリン』の好意的な書評でさえ、「読者100人中99人、おそらく1000人中999人にとって、この本の学習は当惑で始まり、絶望で終わるだろう」と述べているように、ブラヴァツキーの〈神智学〉には難解さ、理解不能さが特徴として見られる。研究者のエリザベス・キャロリンは、こうした難解、曖昧、抽象的という特徴は〈神智学〉、モダニズム文学、ニューエイジに見られる類似した戦略だと指摘している。
絶え間ない研究と幅広い知識の追求を求める〈神智学〉の難解で秘教的な信仰体系は、活字のインターフェイスを異化して読者を限定するという、当時広く見られた急進主義的な戦略と合致している。エドワード・カーペンターのような一部の社会主義の著作家は、わざと文章を難解にすることで、パン粥のように消化しやすい大衆向け読み物とのつながりを断つことを目指していた。
また、〈神智学〉の謎めいた文章は、大量印刷の広い大衆から支持者を区別し、限定するというエリート主義的な側面もあった。社会主義雑誌「クラリオン」のような大衆紙のテクニックを利用しようとする活字戦略とは対照的であり、当時社会主義者の間で〈神智学〉が人気を博していたにもかかわらず、「クラリオン」などの多くの社会主義の雑誌では、〈神智学〉の教義の不可解さや難解さについて頻繁に冗談が言われていた。

## 実践的なオカルティズムと方向転換
神智学協会は元々、実践的なオカルティズムを熱心に行っていた。1882年頃に方向転換し、西洋はもはや実践的なオカルティズムには適さないと宣言し、会員に普遍的な同胞愛と理論上の理解の探求で満足するよう求めて、実践的な指導を止め、東洋の宗教哲学をより重視し、西洋のヘルメス主義、キリスト教、カバラ等はより軽く扱われるようになった。古書ディーラーで魔術・秘教組織の歴史の権威 R・A・ギルバートは、これが神智学協会の会員が黄金の夜明け団やルクソールのヘルメス同胞団などのライバル組織に移る原因になったとみなしている。

## 霊的進化と転生
ブラヴァツキーはダーウィンが提唱した「進化論」から進化という概念を、インドやチベットの思想から「カルマの法則」と「輪廻転生」（再生）の理論を取り入れ再解釈した。
〈神智学〉では、キリスト教のように絶対者が霊魂の救済と罰を審判するのではなく、すべての行為が原因となって果報を生じる「カルマの法則」の普遍的な因果応報が人間を支配すると考えられた。自らの行為による結果を自分で引き受けるというカルマの法則により、人間は自身の運命を決めていく。この法則により、自らの努力により無限の精神の向上が約束されているとする（このような発想はインドの輪廻・業（カルマ）とは異なっている）。これには今生の生だけでは不十分であり、人生という「学びの学校」を、幾度となく再生（輪廻転生）を繰り返した「霊的進化」の終わりに、人間の「霊的な完成（高次の自己）」を想定し、最終的にマハトマ（偉大な魂）の境地にまで至るとされた。自助努力によって無限の精神の向上が可能であり、最後には「神」に近い存在に近づくことができるとし、キリスト教に替わって自己が自己を救済するというシステムを構築したのである。
近代〈神智学〉では、東洋の哲学・宗教の多くの教えが改変されたが、特に「輪廻転生」の理論は根本的に改変され、元来の教義からはるかに遠ざかっている。〈神智学〉の転生の信仰では、永続する個人的な根源、死後も存続し次の生へ転移する「自我（霊魂）」の存在が想定されている（仏教では実体のある自我は存在せず、個人的意識・霊魂が輪廻することはない）。神智学徒たちは、チベットのトゥルク（化身ラマ）という悟りに到達した人が、衆生が地上で苦しむ限り涅槃に達しないという菩薩の誓いを立て、死の瞬間に人格と意識の統一を保持し転生するという慈悲の転生から着想を得て、秘教的仏教では死後の意識の根源を認めていると賛美したが、フレデリック・ルノワールは、チベットの概念では生まれ変わる「永続的な根源」や「個人的な意識」の存在は想定されておらず、その教えを歪曲したものであると指摘している。チベットの思想において、トゥルクは全くの例外的存在である。
フレデリック・ルノワールは、ブラヴァツキーの進化論的な転生の教義は、西洋近代の転生の思想の系譜に連なると指摘している。〈神智学〉の転生論はアラン・カルデックが創始したフランスの心霊主義運動（スピリティスム）から借用したもので、カルデックの考え自体も、社会的不平等を説明しようとしたシャルル・フーリエ、ピエール・ルルーなどの19世紀の何人かの社会主義者たちからの借用であり、その社会主義者たちの理論も、18世紀後半に生まれたニコラ・ド・コンドルセやジャック・テュルゴーなどの「進歩」の概念に拠っている。おそらく最初に明記したのはドイツの思想家ゴットホルト・エフライム・レッシングによる『人間教育』（1780年）であるという。

直線

また、「人間」以外の動物にも生まれ変わるという考えを受け入れることはできなかったため、人間は人間に生まれ変わり転生を通して進歩向上するとした。西洋近代の転生の信仰は東洋に由来するものではなく、「進歩」という観念を支持するヨーロッパの哲学者たちから生まれたもので、人類の「直線」的な進歩の観念によるものだが（一方、ヒンドゥー教や仏教の時間は「円環周期」的なものである）、〈神智学〉は（西洋近代の転生論の系譜に連なる）自身の転生論に真の仏教の教義があるとした。人間はその進化の7つの時期に応じて、それぞれ異なる惑星に生まれるという。

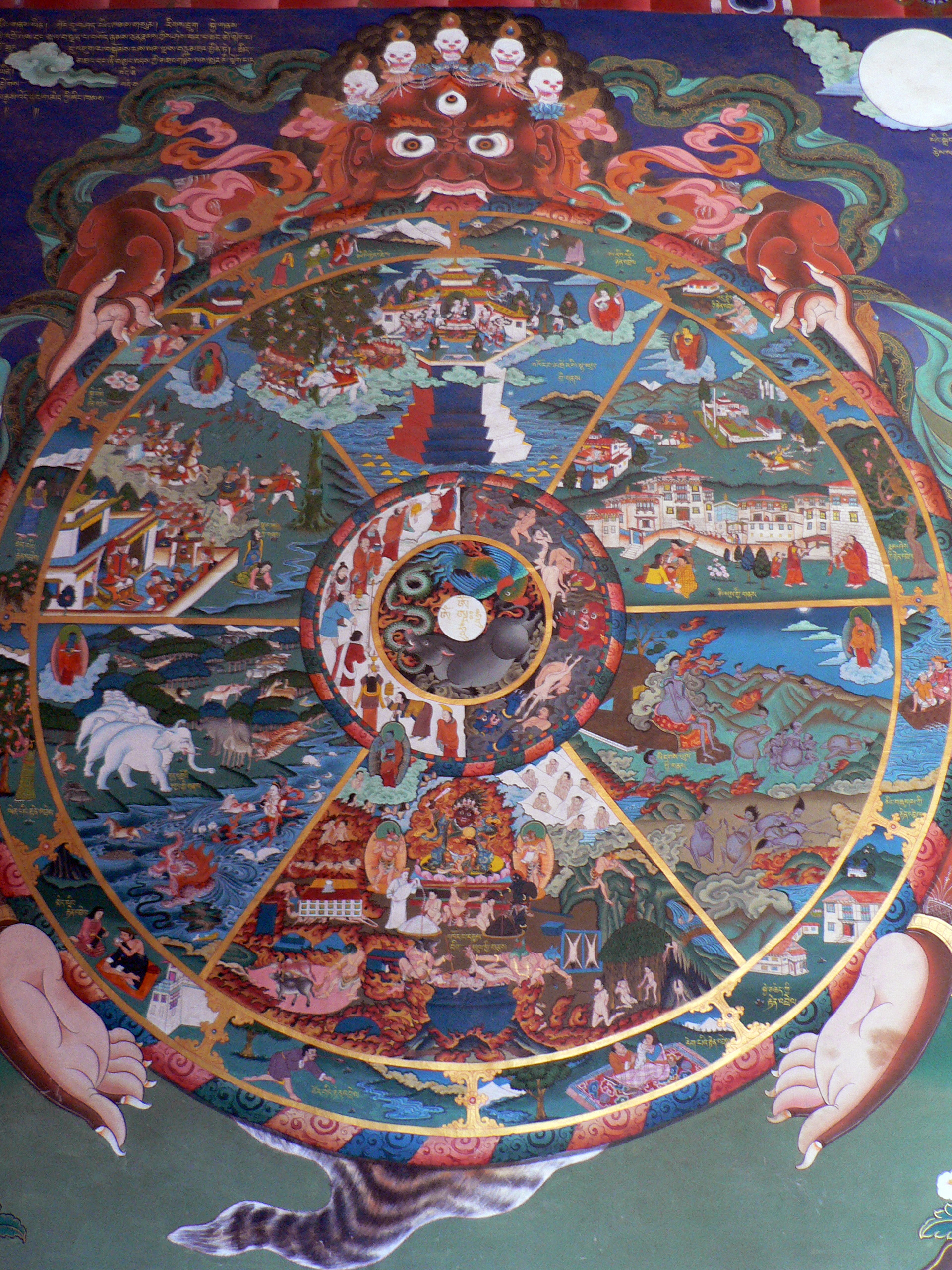
仏教の円環周期的な輪廻

神智学協会は、転生についてこまごました情報を示し、人間は地上の生という「学びの学校」で達成できる「霊的成長」の限界まで来ると、次に転生するまでの間、霊魂は高次の精神界に行き、デーヴァチャンという「楽園」で1500年休息して（幼くして死んだ子供は別で、すぐに転生する）、地上の生で得た成果を整理し、その後カルマの法則に従い前世の功罪に応じて生まれ変わり、再び肉体を得て地上の生に戻る（再受肉）とした。神智学徒たちは、これら「秘教的仏教」を構成する「永遠の真理」は、マハトマから口授されたものであると述べている。
インドでは解脱の手段として苦行、ヨーガ、祈りなど様々な方法がとられており、〈神智学〉同様、輪廻転生と霊的進化を教義に持つスピリティスム（カルデシズモ）では、「霊的進化」の手段として慈善活動を重視するが、〈神智学〉では霊的進化の手段として、理論と霊知の探究に力点を置いている。
〈神智学〉の霊的進化論（霊性進化論）は、最終段階で神に近い存在に至るとされるが、キリスト教で神が天地創造の段階で人間を神の似姿として作ったという神話の逆である。また、人類は初めは肉体をもたない霊的な存在（第一根源人種）であったが、徐々に退化して物質世界に埋没したのが類人猿になったとされる。吉村正和は、これは猿人からの進化を説くダーウィンの進化論の逆であると述べている。

## マハトマ（偉大な魂）・大師（マスター）

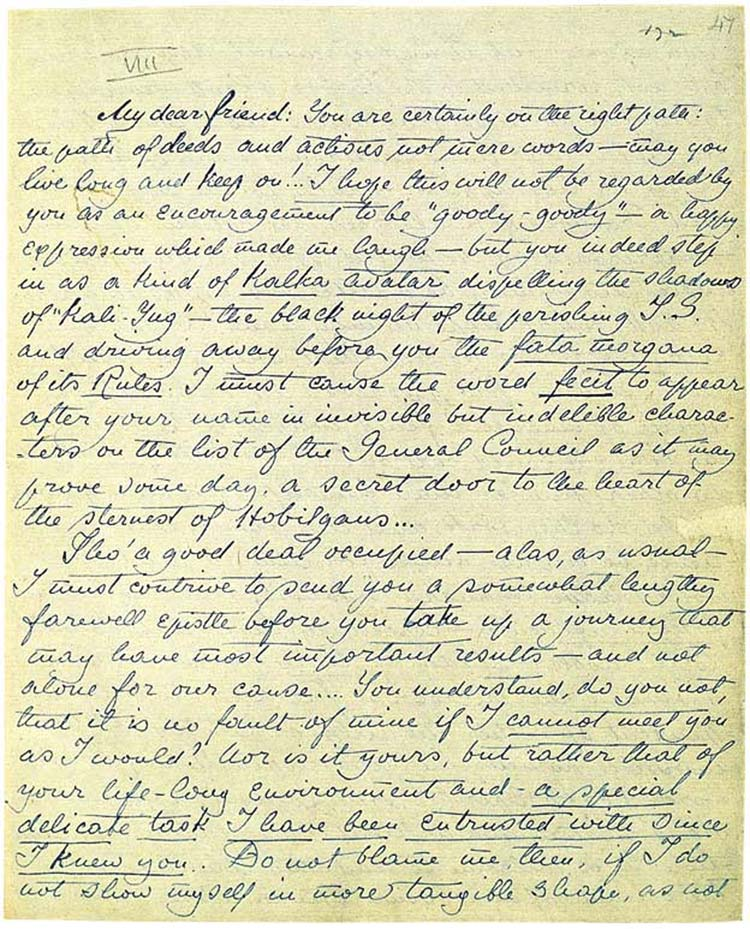
神智学徒A・P・シネットが受け取ったマハートマー書簡の一枚

神智学協会の主張によると、宗教、神秘主義、オカルトの奥義は、歴史の黎明以来ひそかに受け継がれてきたもので、それが支配する力の大きさや危険性から、どの時代においても一部の選ばれた少数の人間にのみ伝授され、守られてきたものであるという。神智学協会の創立者たちは、自分たちがそれを託された最後のものだと主張し、自分たちの使命は全世界のそれを知らしめ、その「ヴェールを脱がせる」ことであるとした。
こういった奥義を継承する「見えざる師」というコンセプトは、17 - 19世紀の西洋の秘儀伝授を特色とする団体のほとんどにみられる。宗教、神秘主義、オカルトに関する知識は、自分自身の内的な認識、超感覚的知覚、神秘体験、霊覚、直接的な観察などによって得られるとされるが、宗教、神秘主義、オカルトの思想家たちは、古代のエジプトやインドの賢者たちも含めて、外部の様々な現象を分析し客観性や合理性を重視する実証主義的な現代の科学者たちよりもある意味では優れた認識や理解を得ているという。
そうした、宗教、神秘主義、オカルトの教義に精通し、神秘の奥義を伝授されている人間は、「秘教の秘伝への参入者」と呼ばれるが、その中でも特に奥義を体得している者たちは、様々な超常的な力（物質化、テレパシーなど）を有していたり、肉体を通常よりもかなり長い期間にわたって維持していたり、宇宙の諸現象の理解や人類への愛の面で卓越していたりするという。ブラヴァツキーは、チベットでそれらの参入者たちに師事して教えを授かったと主張している（しかし、ブラヴァツキーがチベットを訪問したという証拠はない）。当時チベットは外国人の立ち入りを厳しく禁じており、チベットに関することは検証不可能であったため、当時この話は非常にもっともに見えた。

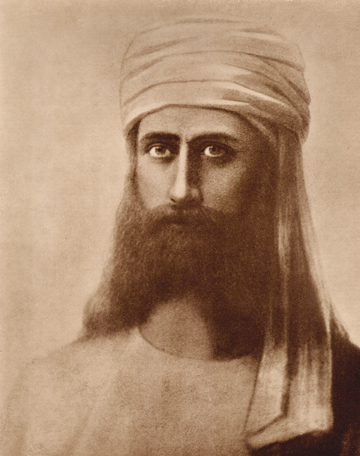
モリヤ

ブラヴァツキーはインドに渡って以降、自らの思想が、｢大師（マスター）」「マハトマ（偉大な魂）」と呼ばれる霊的熟達者（秘儀参入者）に由来するとした。マハトマは大賢者としてゴータマ（釈迦）から伝わる大宇宙の秘儀に通じているとされた。マハトマは複数存在し、チェラ（弟子）にその秘儀を継承していくと考えられた（マハトマ・モリヤのチェラがブラヴァツキーであるとされる）。彼らはヒマラヤに住んでいるとされ、「グレート・ホワイト・ブラザーフッド（大白色同胞団）」という秘密結社を形成し、古代の叡智を受けついでいるとされた。かれらの本拠地はゴビ砂漠にあるシャンバラであるともされた。

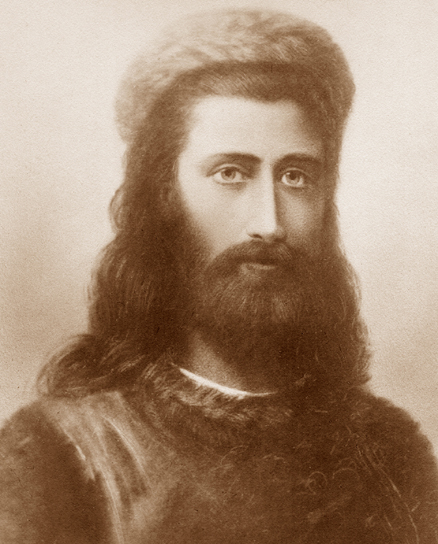
クートフーミ

秘密裏に世界を支配しているというその組織のメンバーは、アブラハム、モーセ、ソロモン、孔子、ブッダ、老子、ソクラテス、プラトン、イエス、ヤーコプ・ベーメ、フランシス・ベーコンなど、万人に知られた哲学者や宗教の開祖たちである。ブラヴァツキーは大師たちと超自然的な方法で交信しているとして、大師からの手紙「マハトマ書簡」を空中から取り出すという奇跡をしばしば実演した。マハトマ書簡の出現の仕方は、多くの場合、いつの間にか机の上などに置かれているというものであったが、それはアポートによるものであると解釈された。
ブラヴァツキーとアルフレッド・パーシー・シネットは「マハトマ書簡」で、オカルトの達人の名前として、モリヤ、クートフーミ、ヒラリオン、ジュワル・クールなどの名前を挙げている。ブラヴァツキーと彼女に続く神智学徒たちは、モリヤとクートフーミから啓示を受けていると明言するようになった。チャールズ・ウェブスター・レッドビータの著作『人間 - どこから、どうやって、そしてどこへ』（1913年）や『大師とその道』（1925年）は、イエスも大師のひとりに挙げている（イエス大師）。
マハトマは〈神智学〉の根本にある思想であるが、当初から存在自体が疑問視されていた。霊的存在で不可視であるなら見えないことも道理であるが、そうは考えられておらず、ブラヴァツキーは地上でしばしば目撃されると述べており、インドのヒンドゥー教改革団体で一時神智学協会と提携していた「アーリヤ・サマージ」の設立者ダヤーナンダ・サラスヴァティーと同一視されたこともある。フレデリック・ルノワールは、「見えざる師」たちを引き合いに出したことが、神智学協会の成功を保証したのは間違いないが、謎めいた実在が立証できない指導者たちの実在を基盤に協会の全機構を打ち建てたことは、協会のアキレス腱ともなったと指摘している。
ブラヴァツキーの死後、オルコットとアメリカ支部長のウィリアム・クアン・ジャッジの間で熾烈な権力闘争が起こり、モリヤは無条件でオルコットを支持しているとし、ジャッジはオルコットの解任と自身のトップへの就任を促すクートフーミの手紙を示したことで、信奉者たちにとってマハトマの反目という深刻な事態を引き起こした。

### クーロン事件

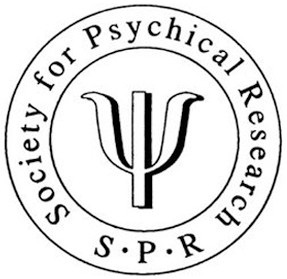
心霊現象研究協会（SPR）のロゴ

1883年、米国の心霊主義者ヘンリー・キドルはA・P・シネットの『オカルト世界』（1881年）に掲載されたクートフーミの手紙について、出版された自分の講演の剽窃だと指摘した。ロンドンの神智学協会会長や多くの神智学徒が協会を離れたが、それだけでなく、英国心霊現象研究協会 (SPR) という権威ある団体の注意を引くことになった。また神智学協会の急激な拡大とヒンドゥー教勢力への接近は、カトリック教会と心霊主義の反発を買っていた。マドラス郊外のアディヤール地区にあった神智学協会本部では、ブラヴァツキーの知人エマ・クーロンが働いていたが、クーロン夫妻は「マハトマ書簡」出現トリックの助手であったとされる。夫妻は1884年に、「マハトマ書簡」がブラヴァツキーによって書かれた証拠と共に、「奇跡」の手の内を暴露した（クーロン事件）。1885年に英国心霊現象研究協会のリチャード・ホジソンによって虚偽性を非難するホジソン報告が発表されている（後にこれは心霊現象研究協会手続上の瑕疵により、心霊現象研究協会としての行動ではなかったと表明）。心霊現象研究協会の社会的信頼は大きく、これを引き金にカトリック系、心霊主義関係、共産主義の出版物や新聞に続々とゴシップが載り、神智学協会は大きな打撃を受けた。

### 第二世代以降のマハトマ
C・W・レッドビータは、「霊的進化を完成させた人間」が大師（マスター）であり、彼らが諸文明の発展を導いているとした。霊的進化を確実かつ順調に行うためには、大師が定める指針に従わなければならず、大師に出会うためには宗教を学ぶこと、特に〈神智学〉が示したヨーガや瞑想の実践を通して大師に精神的波長を合わせることが推奨された。
大師に出会うことができた人間は、グレート・ホワイト・ブラザーフッドの一員になるため「イニシエーション」（加入礼、秘儀伝授）を受けるが、これは九段階で構成され、どこまで通過したかによってグレート・ホワイト・ブラザーフッドの「ハイアラーキー」（階級組織）に占める位置が区別される。第一から第四までは大師になるための前段階で、第五階級は大師の入り口であり、これに到達した人間は「超人」（アセーカ）と呼ばれる。第六から第九までは、それぞれ「首長」（チョーハン）、「大首長」（マハー・チョーハン）、「仏陀」「世界君主」と呼ばれ、その上に世界の創造主として「ロゴス」が君臨している。
ブラヴァツキーはマハトマ（マスター）はチベットに住むものとしていたが、レッドビーターやベイリーの時代には「高次元」に存在するものとして「アセンデッドマスター（昇天したマスター）」と呼ばれるよう格上げされた。アセンデッドマスターは、一種の「神的存在」ともなり、大衆的な宗教運動につながることになった。クリシュナムルティを「世界教師」とする救世主運動は失敗に終わったが、神智学系のメシアニズム運動はシェア・インターナショナルのベンジャミン・クレームなど、現在に至るまで続いている。
ガンジーを最初にマハトマと呼んだのは、神智学協会2代目会長のアニー・ベサントであったとも言われる。

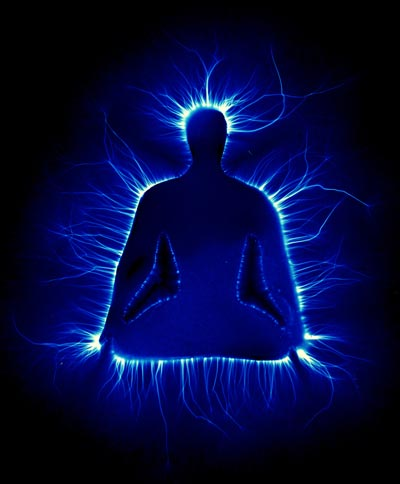
大衆的なオーラのイメージ絵

また、霊的進化のためには、ヨーガや瞑想の修行が有効という考えも説かれるようになっていった。レッドビータは、瞑想の実践により透視力を得ると、オーラの感知、さらには「アカシック・レコード」と呼ばれる霊的な記憶の場にアクセスすることによる過去視・未来視が可能になるという。
イギリス生まれのアリス・ベイリーは、移住先のアメリカで神智学協会に関わったが、協会から離反して1923年にアーケイン・スクールという団体を創設した。彼女は大師のジュワル・クールとテレパシー通信していると主張して、多くの著作を発表した。彼女の書籍は他の〈神智学〉の書籍と共にニューエイジに大きな影響を与えた。
マハトマとの交信は、ウィリアム・エグリントンなどの霊媒によって、〈神智学〉とは別にも進められたが、これはニューエイジの「チャネリング」と共通する発想である。
ブラヴァツキーはチベットに住むマハトマから教えをさずかったと主張していたが、当時のヨーロッパではチベットはオカルトと秘教の神秘に彩られた理想の地と思われていた。フレデリック・ルノワールは、二冊の書籍が欧米に大きな影響を与えたという。
一冊目は、1920年代のアメリカで出版されたベアード・T・スポールディングの『師たちの生活』（邦題は『ヒマラヤ聖者の生活探求』・『ヒマラヤ聖者への道』）で、インドで秘儀伝授を受けたというイエス・キリストが登場する空想めいた話の内容は、吉永によればインド思想ではなく〈神智学〉を柱とした当時のアメリカの大衆的オカルティズムの思想である。二冊目は、1956年のロンドンで出版された自称チベット人のロブサン・ランパの『第三の眼』で、チベットのラサで幼年時代を過ごし、僧になり第三の眼を開眼したイギリスへの亡命者という体裁の回想録は、実際はイギリス人で内容は〈神智学〉を踏襲したものである。

## 歴史観・世界観・人間観

### 歴史観
ブラヴァツキーは、すべての物は「7つの組」になっており、すべての天体も6つの天体を伴っているとし、地球にも6つの精妙な相棒が存在しているとした。それは意識状態に対応した6つの物質状態に分かれ、地球と合体しており、1から4番まで密度が増すと同時に霊性が減少し、4から7番では精妙さと霊性を取り戻し、最初の状態に戻るという。この天球進化に7つの段階を経て進化するモナド（ここでは一種の生命素）の概念を重ね合わせたものが、「周期（ラウンド）」（回期、循環期とも）という宇宙暦である。現在の地球は、地球連鎖の第4周期、第4天球期という最も物質的な期間であるという。モナドは各周期ごとに第4天球期に「人間」の形になり、現在の人類のモナドは、前の3周期で鉱物界、植物界、動物界を巡ってきたのだという。
この現人類の進化について、『シークレット・ドクトリン』の「人類創世記」で「根源人種」として展開されている。ブラヴァツキーは、7つの「根源人種」（根幹人種、根人種とも）があるはずであるとし、根源人種をさらに7つの亜人種に、亜人種をさらに7つの分種（または族種）に分けた。

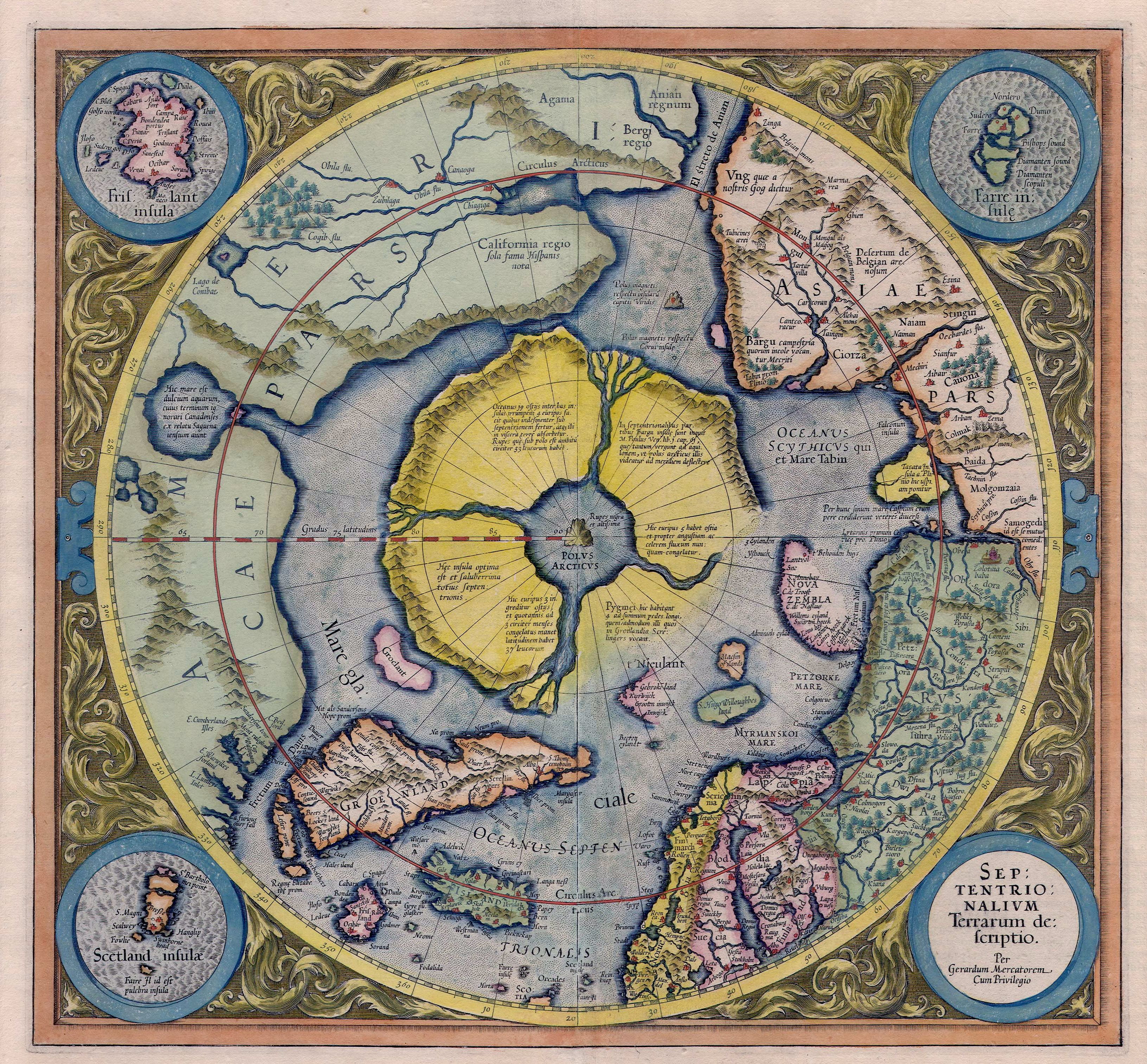
極北の大陸の地図,メルカトル,1595年

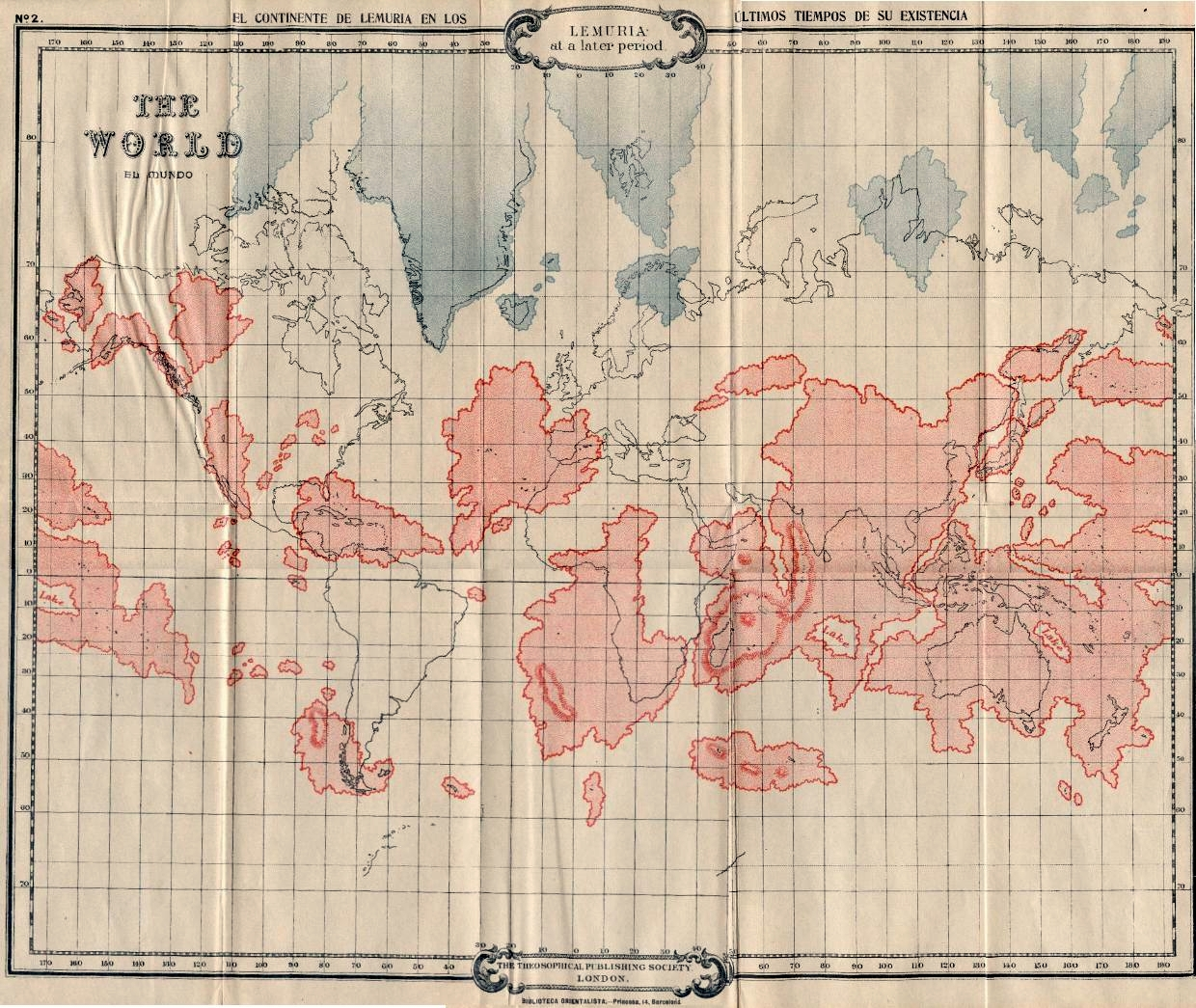
英国の神智学者ウィリアム・スコット・エリオットによるレムリアの地図,1896年

- 第一根源人種 - 地球が太陽神に知恵を持つ霊的生命体を授けてくれるよう願い、太陽神が七大天使に命じて創らせた。肉体を持たないアストラル体の存在で、出芽によって増え、全周期を通じて存在する永遠の大陸、不可視の非物質的領域である「不滅の聖地」に存在[155][93][156]。
- 第二根源人種 - 肉体を持たずエーテル体の存在で、分裂で増え、北極地方にあったハイパーボリア大陸[† 28]に存在し、その痕跡がグリーンランドにあるという[93][156][161]。
- 第三根源人種 - 猿のような姿で両性具有・卵生・四本の手と頭部の後ろに目が一つある人種。レムリア大陸に存在[161]。初めて肉体を持つようになり性が分化したことで、性の快楽におぼれて獣とも交わって半獣半人を生み、これにより「堕落」と「楽園追放」が起こったという[93]。
- 第四根源人種 - 現代人より体が大きく知能の高い優れた人間。レムリア大陸は7千年ほど前に崩壊し、その後大西洋に隆起したアトランティス大陸に生まれた[161]。
- 第五根源人種 - アトランティス王国の生き残りであるマハトマ、「聖なる教師」たちが選んで進化させ、導いて文明を築かせた、現代の文明を主導する支配人種「アーリア人」[† 29][163][93]。いずれ天変地異が相次ぎ、アメリカ大陸が陥没して滅亡する[164]。
- 第六根源人種 - パーターラ人。北アメリカ大陸で生まれつつあり、いずれ誕生する大陸で進化する[164]。
- 第七根源人種 - 完全な霊性の時代に移行し、進化が終了する[164]。

岩本は、つまり現代ではアーリア人こそ「霊的進化」の頂点に立つということである、と説明している。また、この第5期においてもっとも偉大な人物は、秘儀伝授を受けたブッダであり、現代の人間を永遠の真理である「神智」に立ち戻らせるためにやってきたとし、彼は発達した心理能力、すべての前世の知識、限りない善意と叡智など第6期の人間の資質を備えているとした。
大田俊寛は、〈神智学〉の人間の歴史観は、「霊的進化」と「物質的進化」という二種類の進化のラインの交錯が繰り返されるという霊性進化論であり、霊的進化に従えば神的存在に近づき、物質進化に導かれれば、悪魔や怪物を含む動物的存在に堕ちていくと解説している。霊的進化の導き手が｢大師｣「大霊」「天使」といった高級霊で、これに対し物質進化をもくろみ高級霊たちを邪魔する悪しき低級霊（「悪魔」「動物霊」と呼ばれたもの）が存在するとされたと述べている。
また、ブラヴァツキーの「物質文明から精神文明への大転換」が起こるという予言は、ニューエイジやポストモダンの諸思想に広範な影響を与えたという。

### 世界観・人間観
具体的には、 世界を物質界・アストラル界・メンタル界（下位天界・上位天界）・ブッディ界（または直観界）・霊的界・ モナド界・神的界の七次元の「界層」に分類する。それと同時に、世界に対応する形で身体性を体・魂・霊の三元に分類し、さらに高我（エゴ）に対して低我を肉体・エーテル体（生気体）・アストラル体（星気体）・メンタル体・コーザル体の五次元の「霊的身体」に類型分けする。

### 陰謀論
ブラヴァツキーの死後、「グレート・ホワイト・ブラザーフッド」に対し、悪の秘密結社「ダーク・ブラザーフッド（闇の同胞団）」（ブラックロッジ）が存在し、マハトマと神智学協会の活動を妨害するために暗躍しているという陰謀論が一部で唱えられるようになった。

## 同時代的な関連・影響

### 社会主義・急進主義
〈神智学〉運動は社会主義運動ではなかったが、「神智学の目的の1つは、実践的な同胞愛、つまり人類の一人ひとりを結びつける家族の絆を認識することである。このことから、あらゆる社会問題は神智学と密接に関係しているということになる」という面があり、イギリスでは多くの社会主義者が〈神智学〉と社会主義の理想の間に親和性を見出し、〈神智学〉に惹かれた。著名な社会主義者で著作家、編集者であり、神智学に転向し神智学協会会長となったアニー・ベサントは当時の社会主義と〈神智学〉の重なりの最も明白な例であるが、同じく著名な社会主義者で著作家、編集者のアルフレッド・リチャード・オラージュ、詩人・劇作家でアイルランド演劇運動を主導したウィリアム・バトラー・イェイツ、社会主義活動家のハーバート・バロウズといった多くの19世紀末の急進主義的な人々も同様に〈神智学〉に惹かれ関りを持っていた。また多くの活動家が、心霊主義、キリスト教社会主義、労働教会、その他の宗教的な運動、反宗教的な運動にも惹かれており、社会主義運動はキリスト教だけでなく、神智学運動などの近代オカルティズムの潮流と一部重なり合っていた。

### 優生フェミニズム

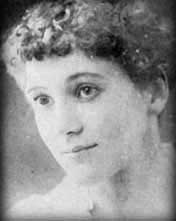
フローレンス・ファー

〈神智学〉は人類の宇宙的進化において女性と男性が同等に重要であると説き、女性が宗教指導者になることはキリスト教ではありえなかったが、〈神智学〉の社会では可能であったため、神智学協会には多くの女性が参加し、その大部分がフェミニストだった。また優生思想は女性の権利と社会における地位の向上を主張するためにしばしば用いられており（優生フェミニズム）、よりふさわしい、優良な人間を生み出すことを目指す優生運動と神智学協会には重なる部分があり、イギリスでは1907年に優生学教育協会（EES）が設立されたが、 女優・フェミニストで元黄金の夜明け団の指導者・神智学徒のフローレンス・ファーとフェミニスト・作家・神智学徒のフランシス・スウィニーが初期メンバーだった。優生運動に参加した女性神智学徒達は、男性と結び付けられることが多かった「超人」や天才に関する一般的な考えを覆し、人類の進化は「超女性」によってもたらされるだろうと語った。この「超女性」の考えは、女性を次の世代を生む母親で次世代の導き手と考える女性性の概念に基づいているが、女神カーリーやイシス、アマゾネスと比較されており、「非西洋」の宗教思想を取り込んだ神智学協会の影響抜きには考えにくい。

### 教育

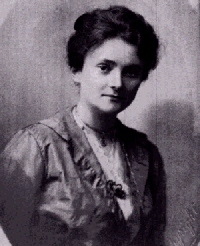
ベアトリス・エンソア

岩間浩は、ユネスコ創設の源流における「重要人物」として、新教育運動の連帯組織の創造をリードした神智学徒ベアトリス・エンソアを取り上げている。また、ブラヴァツキーが『神智学の鍵』で、子どもに自分で考えさせること、相互扶助の精神、独立心、推論する力の育成、機械的暗記を最小限にして内的感覚や潜在能力を発達させること、子どもを個人として尊重すること、知的・精神的に自由で、偏見のない、利己心を脱した自由な男女を育成するなどの教育の理想を語っており、この望みはアニー・ベサントの時代に実現に移されたと述べている。ベサントは教育による社会改造に深い関心を持った人物で、ベナレスに中央ヒンドゥ・カレッジを設立するなどインドの教育にも寄与した。

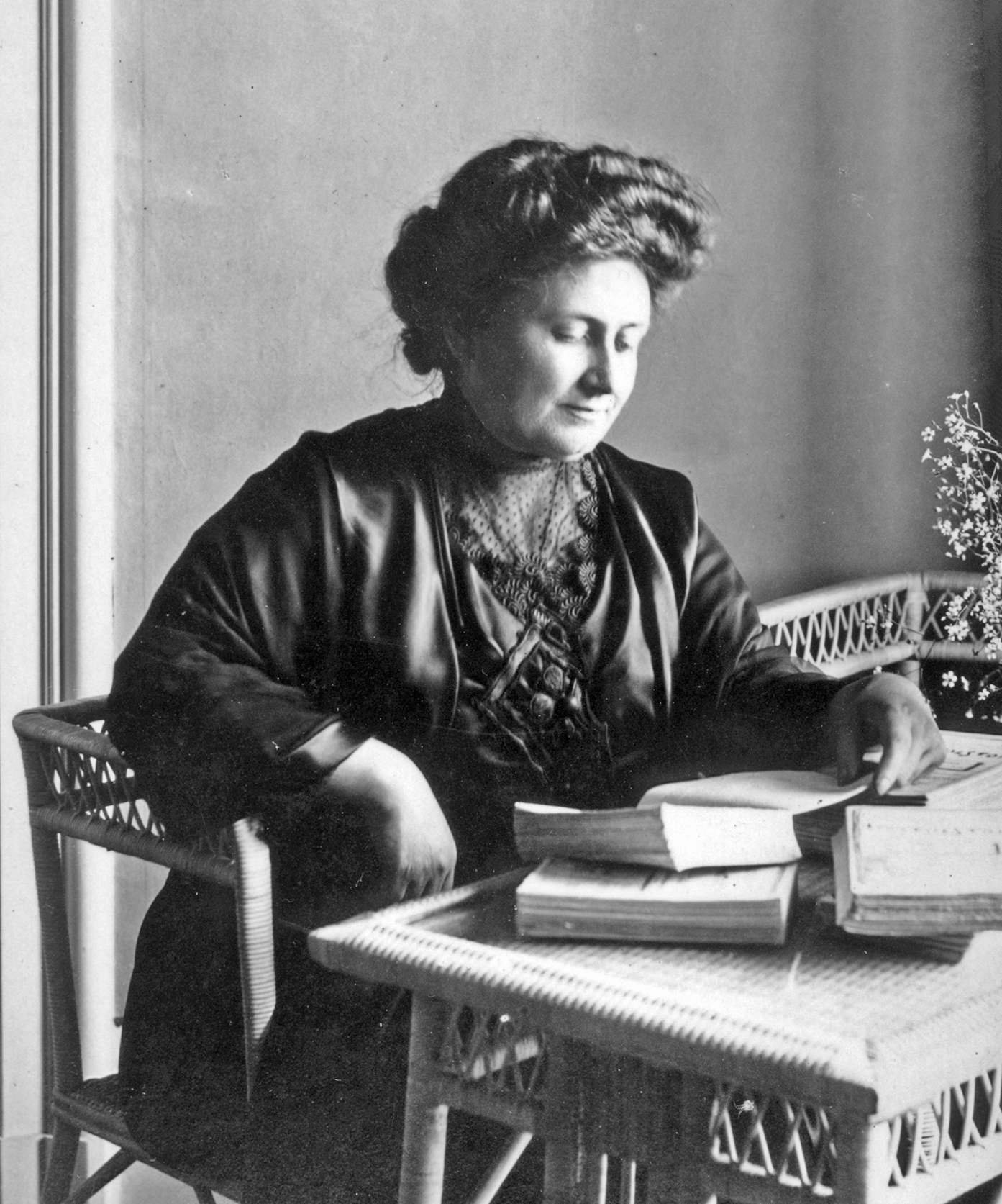
モンテッソーリ

幼児教育者でモンテッソーリ法という教育法を提唱したマリア・モンテッソーリは、現代の日本でも有名な人物であるが、アニー・ベサントはモンテッソーリ法を高く評価して両者は深い友情を結んだ。ベサントの後継者ジョージ・アルンデールはモンテッソーリをインドに招聘し、彼女は第二次世界大戦のインドを離れてインド各地にモンテッソーリ法を広め、『吸収する心』などの多数の著作を書き、乳幼児の観察とそれによる教育法の改善を行った。岩間は、このときモンテッソーリが創出した「コズミック理論」は、ブラヴァツキーの宇宙論に影響を受けたものであろうと述べている。
また、人智学を提唱したシュタイナーも独自の教育法で知られているが、岩間は総合的方法で学校運営を行ったエンソアより、むしろ神智学協会を離脱したシュタイナーの学校に〈神智学〉独特な生活の反映を見ることができると述べている。同じく神智学協会を離脱したクリシュナムルティの学校でも、自己訓練を通しての自由が養育されている。他にも神智学協会は数々の影響を教育界に及ぼしたという。

### 西洋占星術

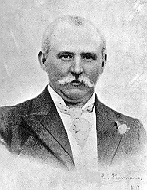
アラン・レオ

〈神智学〉は、西洋占星術の復興に大きく貢献した。西洋で占星術は、科学の台頭で時代遅れの物笑いの種になっており、古代からの名声を完全に失っていた。英語圏の国々で〈神智学〉が登場し、それまで馬鹿にされたり無視されていたオカルト要素をその体系に取り入れたことで、他のオカルト関連の話題とともに後期ヴィクトリア朝の教養人たちの興味を集め、オカルトへの関心を呼び覚ました。19世紀イギリスの代表的占星術師でブラヴァツキーの腹心のひとりアラン・レオ（W・F・アレン）やハーモニクスのジョン・アディなど神智学協会の会員であった占星術師は多い。サビアン占星術もアメリカ神智学協会から出てきた新理論である。
西洋占星術復興の立役者は、神智学協会の占星術師アラン・レオとW・R・オールドである。彼らは、占星術を古臭い陳腐な予言の手段から〈神智学〉の関連要素に引き上げ、秘教的関心における有用なツールにし、〈神智学〉と占星術を融合させた。アランは20世紀初の占星術の広告塔になり、雑誌を利用して自らの占星術を普及し、大衆化し、もうかる商売に仕立てた。

### 南アジアのナショナリズム

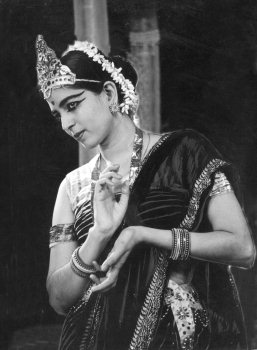
ルクミニー・デーヴィ

杉本良男は、ニューエイジに関連する興味の高まりの一方、神智学協会の影響を受けたスリランカの仏教復興（オルコット、アナガーリカ・ダルマパーラ）、インドの国民会議議長（アニー・ベサント）、南インドの古典舞踊再編（ルクミニー・デーヴィ・アルンデール）などの、南アジアのナショナリズムに関連する神智学協会の歴史的な意義は、少数の専門家をのぞけば現在ではほとんど省みられなくなっていると述べている。

### 国境を越えた印刷出版と帝国のネットワーク・インフラ
ニューファンドランドメモリアル大学のローリー・リー・オーツは、2021年の論文で、新たな一次資料を用いて、神智学協会が〈神智学〉というオカルト哲学を世界中に広めるために、積極的に印刷ネットワークを構築していたことを論じた。神智学協会は、国際的な拡大のために印刷出版・マスメディアの商業ネットワークやシステムを利用していた。
神智学協会は、蒸気船や鉄道といったイギリス帝国のネットワークを利用しながら、世界中のさまざまな場所で独自の出版システムを構築した。出版社は協会の運営の重要な側面であり、〈神智学〉の印刷物は重要な収入源であった。また、神智学協会の指導者たちは、蒸気船、電信、国際銀行といった、拡大する帝国のネットワークを利用して〈神智学〉と協会を世界中に拡大していった。指導者たちの世界各地への旅は協会拡大の鍵であり、蒸気船はそれを可能にしたインフラであった。鉄道旅行は、インド国内での協会の拡大にとって重要なものだった。

### 芸術への影響

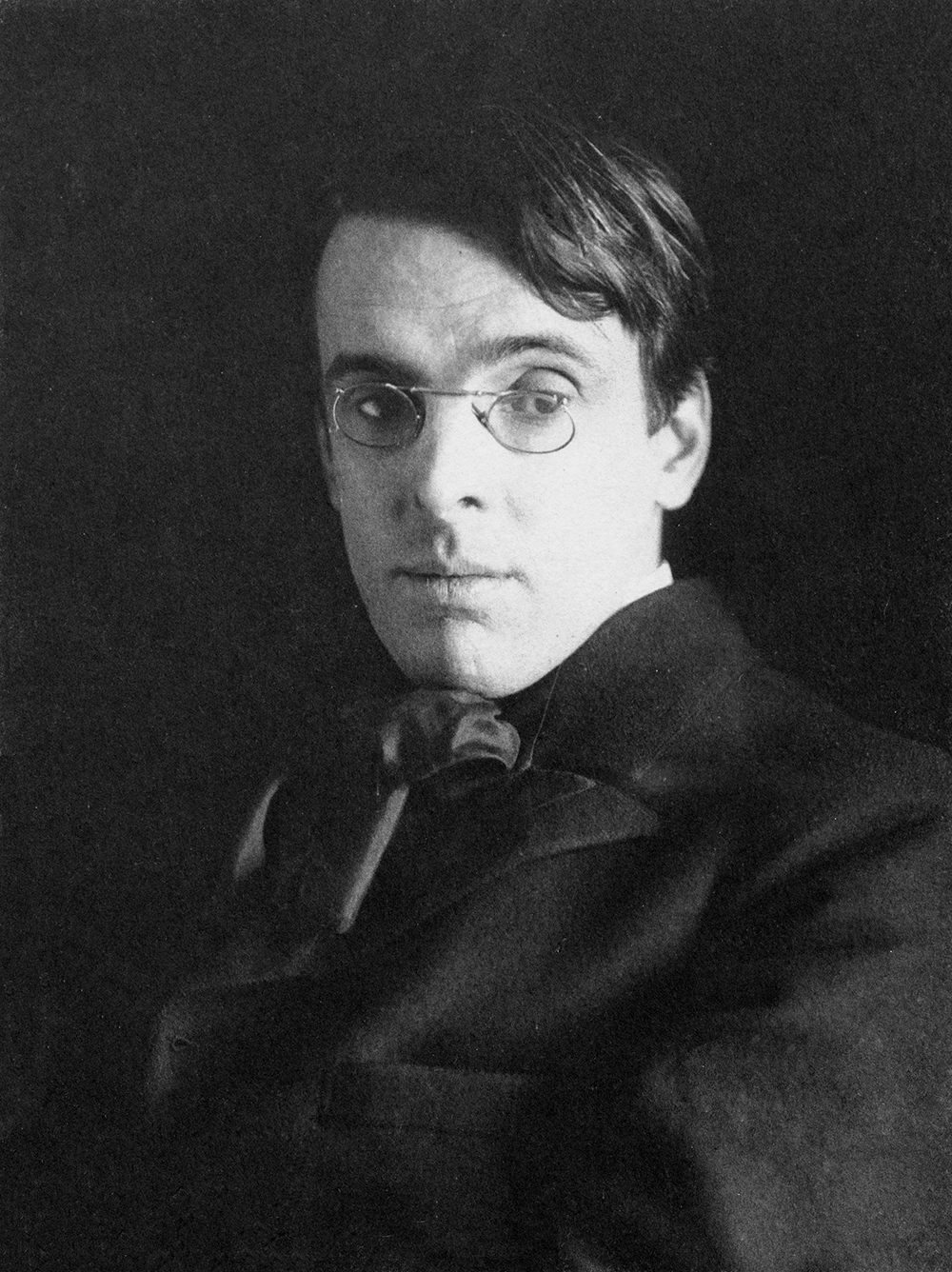
W・B・イェイツ

芸術においては、一時期神智学協会に属した詩人ウィリアム・バトラー・イェイツや、抽象絵画の最初期の画家たちワシリー・カンディンスキー、ピエト・モンドリアン、ヒルマ・アフ・クリント、作曲家のアレクサンドル・スクリャービンなどに影響を与えた。

### モダニズム文学と流動的な自己観
アニー・べサントは2つの社会主義雑誌を創刊・編集し、〈神智学〉に転向した後は数多くの〈神智学〉やカウンターカルチャーの出版物を編集した。またアルフレッド・リチャード・オラージュは、T・E・ヒューム、エズラ・パウンド、キャサリン・マンスフィールドといったモダニズム作家たちの文章が掲載されたことで有名な社会主義の文芸週刊誌「ニューエイジ」の編集者として知られ、中世主義的モダニスト（Medieval Modernism）とも評される。二人とも〈神智学〉に深く関わっており、社会主義の文学作品や印刷物における著者の声や主観の表現に重要な影響を及ぼした。オラージュは〈神智学〉に関心を持っており、この新聞は〈神智学〉を直接的に扱っていないときでも、〈神智学〉的社会主義の影響が明らかにあった。
「ニューエイジ」はもともと、ファビアン的な視点を持つ独立した社会主義雑誌として構想されたが、〈神智学〉的社会主義をルーツとしており、急進主義的な文学文化に深く根ざし、経験主義、科学、合理主義と結びついたリアリズムを拒絶した。同誌の文章は難解で、奇妙で突飛な思想の発表の場であり、議会制社会主義を完全に拒否するようになり、イマジズムなどの排他的なモダニズム文学運動の重要な土壌となった。
詩人・社会主義思想家のエドワード・カーペンターは、〈神智学〉、オカルティズム、東洋哲学に興味を持っており、彼の神秘的な長詩『Towards Democracy（デモクラシーに向けて）』（1883年）は多くの社会主義者に愛されたが、難解で、曖昧で、抽象的な作品であった。彼の詩は、西洋文化における作者の主観性と作者の機能という慣習的な概念に挑戦しており、秘教哲学の難解さが、モダニズム詩を先取りした例と言える。
〈神智学〉は流動的な自己観を支持しており、研究者のエリザベス・キャロリンは、「主観性が変容した瞬間」として〈神智学〉的社会主義を位置付けている。〈神智学〉転向後のアニー・べサントの自伝の語りは、自己とは本質的に幻想であるという彼女の神智学的な自己観を反映しており、一定しない複数の自伝的自己を描いている。また自伝の冒頭には、ベサント生誕時の西洋占星術のチャートが掲載され、一見個人的であるように見える彼女の自己が、読者だけでなく、より広い宇宙とも神秘的なつながりを持っていることを暗示している。
「ニューエイジ」1907年7月18日号に掲載されたフローレンス・ファーの記事や、オラージュの著作『Consciousness: Animal, Human, and Superhuman（意識：動物、人間、超人）』（1907年）は、西洋啓蒙主義の理性的で首尾一貫した自己という理想に疑問を投げかけている。

## 後世への大きな影響
ブラヴァツキーに始まる〈神智学〉の影響は非常に広範囲に及び、現代まで続いている。大田俊寛は、〈神智学〉という存在が功罪を含めてきわめて大きな影響力をふるっているにもかかわらず、現在ではほとんど認知されておらず、客観的な立場から書かれた日本語の研究書は、まだ一冊もないのではないだろうかと述べている。
2004年出版のニコラス・グドリック＝クラークの書籍では、その影響は次のように述べられている。

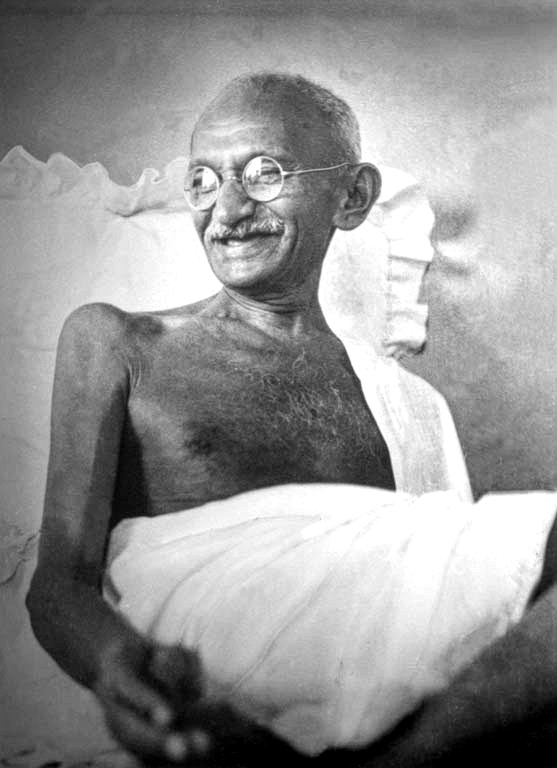
ガンディー

1. 神智学協会からの分派がインドにも西洋にも多く残されたこと。
2. のちの協会の歴史のなかで、アニー・ベサントが協会会長時代、インド国民会議派の1917年の会議の議長を務めたことで、インドの国民意識の発展に大きな貢献を残したこと。またガンディーとネルーがともにインドの宗教的・哲学的遺産を再発見するために〈神智学〉にひきつけられたこと[† 38]。
3. 西欧では、現代のオカルトのリバイバルに単独の最も重要な要因になったこと。
4. 西欧での心霊主義の流行を宇宙論、近代人類学、進化理論を人間の霊的発展とむすびつけて、一貫した教義を打ち立てたこと。
5. 西欧神秘主義の古くからの源泉を、西欧が植民地支配によって接触できたアジア宗教の用語によって再解釈しグローバル化したこと。
6. 1893年のシカゴ万国宗教会議（英語版）で最初の試みが行われた、比較宗教研究に道をつけたこと。
7. 霊的発展の際の意識を重視することで、唯物論や機械的自然観と対決し、伝統的なヘルメス哲学の大宇宙と小宇宙の交流図式にモダンかつダイナミックな面を導入したこと。その文化的な影響は非常に広く、近代芸術、量子物理学、それに最近のニューエイジ宗教などに及んでいると言われる。

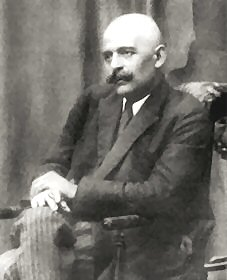
グルジエフ

杉本良男は、神智学協会の直接の影響下に育って分派していったジッドゥ・クリシュナムルティ、ルドルフ・シュタイナー、アリス・ベイリー、その直接の影響を強く受けたガイ・バラード（アイ・アム運動）のほか、若干距離をとっていたゲオルギイ・グルジエフとピョートル・ウスペンスキー、神智学協会創設の年に生まれてその使命をうけついだと自称したアレイスター・クロウリー、ティモシー・リアリーなどの高名な近代の神秘主義者は、いずれも直接間接にブラヴァツキーの影響下にあると述べている。
〈神智学〉は「ニューエイジ」運動に影響を与えた。大田俊寛によると、〈神智学〉で発展した「霊の進化」の理論は、1960年代に入るとアメリカ西海岸が中心になり、「ニューエイジ」の思想として大衆的なブームとなり、その「死生観」（霊的進化と転生）は世界中に広く普及した。ニューエイジでは、ブラヴァツキーが唱えた現在の「物質的文明から霊的文明への転換」という理論を受け継ぎ、「霊的革命論」をその根幹とし、ヨーガやドラッグで霊性を高めることが目指された。そして霊的文明への転換という考えは、現在の物質文明は遠からず破局を迎えるという一種の「終末論」を必然的に引き寄せることになった。

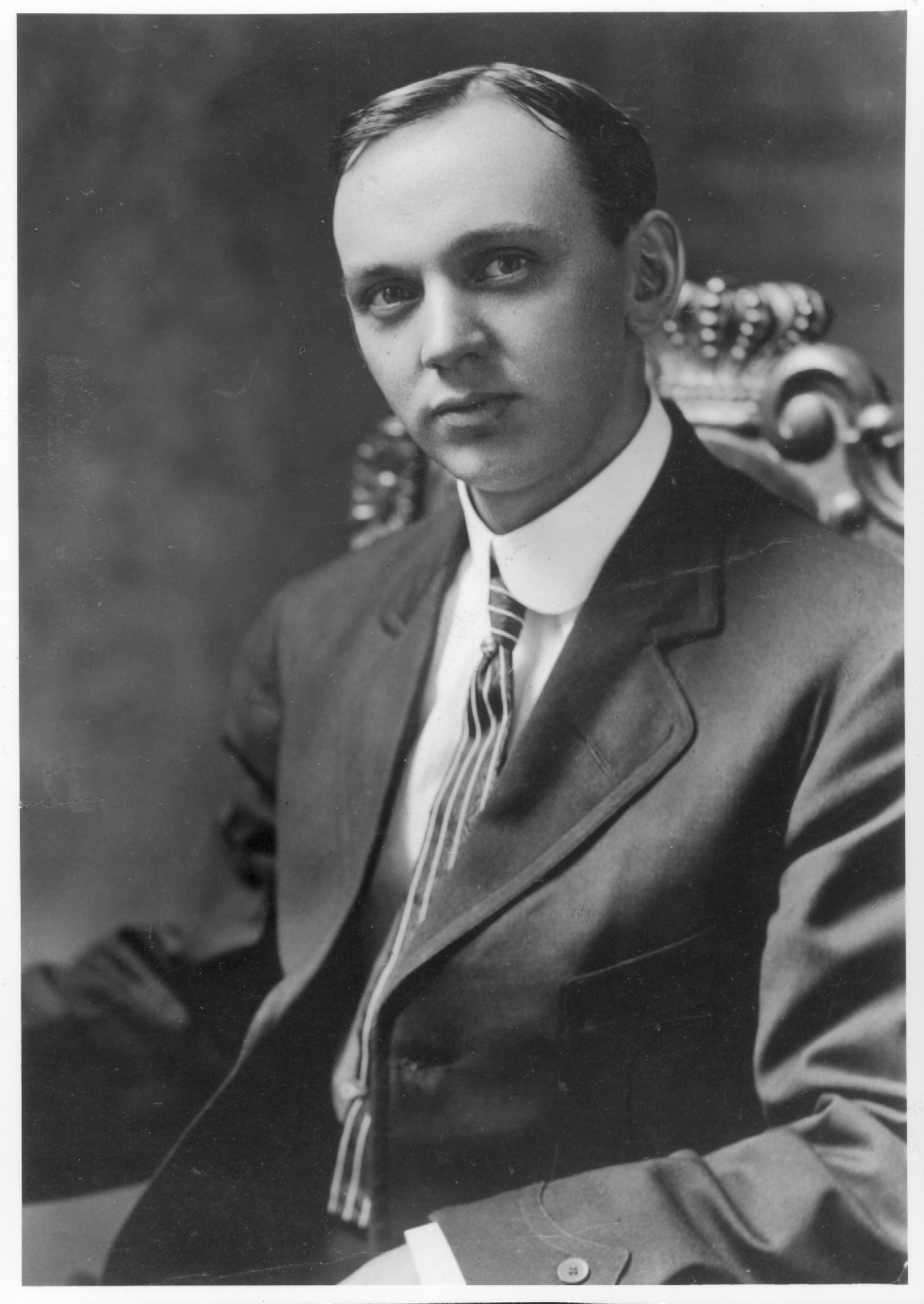
エドガー・ケイシー

近年では、ニューエイジ運動などへの関心から遡って、神智学協会とくに始祖としてのブラヴァツキーへの評価が高まっている。岩本道人は、『シークレット・ドクトリン』は思想的影響から見て計り知れない大著であるが、そこでブラヴァツキーが用いた「不可視の超越者」の介入と想像力の無限の活用という手段こそ、20世紀のポップ・オカルティズム（大衆的オカルティズム）の氾濫の素地をなしたことも見逃されてはならない、と述べている。
大田俊寛の指摘するところでは、チャネラー・心霊治療家のエドガー・ケイシー、UFO研究・UFO信仰のジョージ・アダムスキー、マヤ暦に神秘的な意味を求め、宇宙的存在（宇宙人）のビームの影響で地球に文明がもたらされたとするホゼ・アグエイアス、爬虫類人類による陰謀論を唱えたデイビッド・アイクといったアメリカやイギリスのポップ・オカルティズムの旗手にも〈神智学〉の影響が見てとれる。神智学協会の〈神智学〉は下火になったが、その思想体系は大量消費社会が実現されたアメリカで「ポップ・オカルティズム」へと形を変え、ニューエイジ文化の一部となったと見ることができる。
ローリー・リー・オーツは、神智学協会が〈神智学〉を世界中に広めるために帝国の印刷出版業の商業ネットワークやシステムを利用したことは、現代におけるニューエイジと資本主義主導のマスメディアとのさらに深い商業的な関わりへの道を整えたと述べている。
神智学徒の西洋占星術師アラン・アランの教本は、近代占星術の初期の研究家ほとんどすべてが学んでおり、後世の占星術に大きな影響を与えている。
大田俊寛は〈神智学〉が果たした歴史的役割についての覚書きで、上記と重複しない内容として、次の点を挙げている。
- オカルト人種主義。大田は、〈神智学〉の霊的進化論はしばしば人種論とも結びいたとしている。オカルト的な人種主義は、ナチズムの人種論の先駆を為したことが指摘されていると述べている[145]。〈神智学〉の世界秩序と人類への友愛の衝動は、ナショナリズムに変貌してきた[190]。レイチェル・ストームは、一部の神智学徒は人種的憎悪をあおったとして非難されているが、〈神智学〉に彩られたアリオゾフィ（英語版）はナチスの宣伝に好都合な材料となっており、アリス・ベイリーの反ユダヤ的言説にみられるように、神智学徒の一部にも責任があると述べている[191] 。同時に神智学徒はナチスに迫害されていた[191]。

ユネスコ

- ユネスコの創設を促したこと。大田は、〈神智学〉の文化観や教育観がラビンドラナート・タゴールやマリア・モンテッソーリを通じてユネスコ（国際連合教育科学文化機関）の創設を促したと言われる、と述べている[145]。

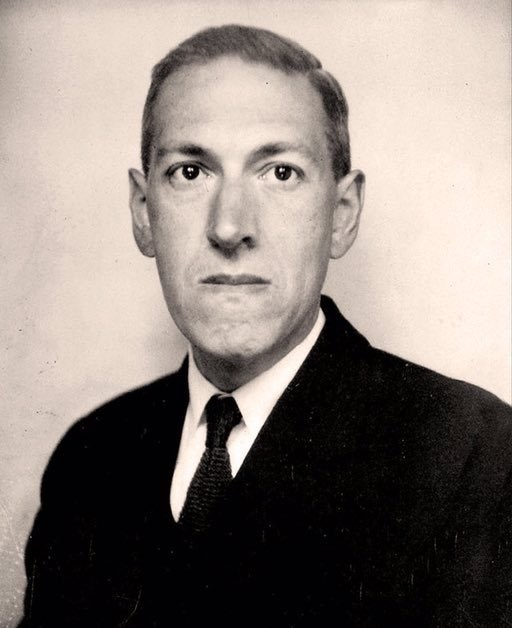
H・P・ラヴクラフト

小説では、宇宙的恐怖（コズミック・ホラー）などと呼ばれるクトゥルフ神話を題材にしたアメリカの小説家H・P・ラヴクラフトにも影響を与えた。魂や心霊を象徴として描き、霊界を描写したという童話『青い鳥』のベルギーの作家メーテルリンクもブラヴァツキーの信奉者であった。アメリカの独自性を感じさせる初めての国民的童話である、ライマン・フランク・ボームの『オズの魔法使い』には、科学とオカルト（魔術）が一体となった〈神智学〉の思想が深く浸透している。イギリスの作家D・H・ロレンスも〈神智学〉へ関心を寄せ、その作品に登場させている。
ロシアでは19世紀末から20世紀初頭にかけて、オカルト小説が「主流の文学」において復権したが、この大衆的なオカルト小説には〈神智学〉の「秘教的東洋というイメージ」がより明確に見られた。革命前のロシア最大のオカルト小説作家ヴェーラ・クリジャノフスカヤ（1857年 - 1924年)は、長編『ある惑星の死』(Смерть планеты、1911年)、『立法者たち』(Законодатели、1916年)で、滅亡の迫った地球でキリスト教信仰を守りながら悪と戦うインド人マギたちの活躍、および別の惑星での新世界建設の物語を描いている。ロシア研究者の久野康彦は、この2作品は「〈神智学〉が本来持つ西欧の近代文明批判の観点を継承しながらも、オカルトと科学の結合、宇宙的な進化のビジョンなどに独自の文学的ファンタジー」を見せており、思想的には浅いながらも、奔放な想像力でキッチュな世界を具現化しており、その「オカルトと科学の結合や宇宙的な進化のビジョンは、後のソビエトの精神風土を先取りしている」と指摘している。
フローレンス・ファーやフランシス・スウィニーといった優生運動に参加した女性神智学徒達は、女神のような新しく開発されたフェミニストの偶像、国家やジェンダーの優越性に関する現代的な考え方、そして宗教を組み合わせ、宗教、国家、セクシュアリティの言説の中で女性の主体性を取り戻そうと試み、続く20世紀の変革とフェミニズムの世界的台頭のきっかけとなった。

## 〈神智学〉運動と日本
類似宗教学者（自称）の吉永進一は、日本の霊性文化における〈神智学〉の重要度はアメリカに比べると1960年代までは低く、明治期から紹介されたにもかかわらず、当初は常に忘却されていたと述べている。神智学協会の活動としては、明治22年にはオルコットが来日し、文献が翻訳され神智学ロッジが作られたが、評価は一部の仏教青年に限られ、仏教復興運動が軌道に乗ると、〈神智学〉は忘れられた。
編集者の松岡正剛は、鈴木大拙・今東光・川端康成らになにがしかの灯火をともしたと指摘している。また、日本の神智学協会運動は、三浦関造の竜王会が継承していると主張されている。一般に広まったのは、「精神世界」の流行や「第三次宗教ブーム」が見られた「1970年代から80年代」以降である。
樫尾直樹は、日本では明治維新以降、欧米に始まる心霊主義や〈神智学〉の影響を強く受けながら霊学（神道系新宗教）や霊術の研究・運動が行われ、それが新宗教の教義や実践、新霊性運動（精神世界やスピリチュアル）に継承されていると述べている。霊学では、神道天行居の友清歓真などが例に挙げられる。大正期には、大本や太霊道といった団体が影響を受け、鎌田東二は霊学や霊術の歴史における〈神智学〉受容のハイライトであると述べている。また、京都の鞍馬寺を本山とし、650万年前に金星から降り立った護法魔王尊を崇める鞍馬弘教（1947年 - ）も〈神智学〉の系統である。
〈神智学〉はヨーガを含めた「精神世界ブーム」（現在の「スピリチュアル」）の重要な一角を占めており、グノーシス主義等を研究している宗教学者大田俊寛の指摘するところでは、幸福の科学、オウム真理教、GLA、本山博の玉光神社、桐山靖雄の阿含宗などの日本の新宗教にも、〈神智学〉の唱えた霊的進化論の隠然たる影響が見てとれる。幸福の科学への影響については、沼田健哉、塚田穂高、いのうえせつこなども指摘している。
大田によると、オウム真理教の最終目標は、社会のマジョリティを「動物化した人々」から霊的に進化した「超人類」へと入れ替えるという「人類の種の入れ替え」であり、「霊を退化させ、堕落してゆく人々を粛清するという殺戮計画」が隠れて計画・実行されたが、この「人類の種の入れ替え」の観念は、〈神智学〉、その影響を受けたニューエイジ、さらに影響を受けた阿含宗を始めとする日本の新宗教で提唱され、流布されていた。また「ヨーガや仏教の修行による霊の進化」という〈神智学〉の理論が、オウム真理教の教義の原型を形成したという。樫尾直樹は、オウム真理教の世界観・身体観は、用語だけでなくその構えや骨格において、〈神智学〉の強い影響があると指摘している。教祖の麻原彰晃が〈神智学〉の原典を読んでそこから教義を直接構成したのか、あるいは〈神智学〉に影響を受けたGLAなどの新宗教の経典・出版物やオカルト雑誌から間接的に影響を受けたのかは、1996年時点では定かではなく、解明が必要とされている。
また大田は、日本の心霊主義においても浅野和三郎が〈神智学〉を取り入れており、スピリチュアル・カウンセラーを名乗る江原啓之の言う「人生の地図」も、その骨格は〈神智学〉だと思われると述べている。
日本では一昔前に「シュタイナー教育」が流行したこともあり、人文系の研究者には〈神智学〉の系譜の代表的な思想家のひとりであるルドルフ・シュタイナーの信奉者がかなり多く存在しているが、シュタイナーの思想や世界観は明確に理解されていないと、大田は指摘している。オウム真理教には多くの大学生が入信したが、これには日本の大学でニューエイジやポストモダンの思想が蔓延していたことが大きな要因になっていたという。

## 評価・批判
ブラヴァツキーの最初の著作『ヴェールを剥がれたイシス』は、大学教授やジャーナリストからは見向きもされず、比較宗教学の祖でブラヴァツキー同様すべての宗教には一つの共通の基盤があると考える傾向のあったマックス・ミュラーからも、容赦ない批判を受けた。しかし、生活にゆとりのある中産階級のオカルティズム愛好者や独学の心霊研究家たちの心を動かし、千部印刷された本は数週間で品切れになった。
歴史家のアレックス・オーウェンは、ヴィクトリア朝のオカルトへの関心は、伝統的な宗教的信仰に対する科学的挑戦の結果であり、その挑戦に対する反動でもあったとみなしている。 著作家・研究者のジュールス・エヴァンスは、神智学協会と黄金の夜明け団は近代オカルティズムを発明したと言えるだろうと述べている。ミュリエル・ペカスタン＝ボワシエールは、進歩という信仰への懐疑が深まっていた当時において、オカルティズムの流行は、異教（キリスト教以外またはキリスト教以前の宗教）や古代の伝統や知恵を研究することで現代の科学的・哲学的ジレンマに答えようとする試みであり、黄金の夜明け団も神智学協会も、社会からのはみ出し者でも追放者でもなかったと指摘している。
ブラヴァツキーの精力的で喧嘩好きな性格や、神秘を演出するためのちょっとした手品、思想を彩る作り話、演出された態度、学問的精密さと「科学的」資料が重視された時代に著作の典拠をセンセーショナルに偽るといったやり方は反発を招いた。神智学協会に始まる〈神智学〉を分析、批判したルネ・ゲノンは、「〈神智学〉は東洋の正当な思想を代表するものでは全くない」と結論付けており、フレデリック・ルノワールもこれに賛同している（ただしルノワールは、ゲノンの批判の中には、仏教に関する誤った理解に基づく根拠のない批判や、公平ではない批判も含まれていたことも同時に指摘している）。
ルノワールは、「仏教はそこでは、根本的に西洋的な、わけてもキリスト教的な伝統の刻印を残したままの教義を表現するための、一種の口実でしかなかった」と述べ、神智学協会が主導した企てを「自身の教義の本体や自身の神話をでっちあげるために仏教を横取りする」意図的な同化の企てであると批判している。また、〈神智学〉の魅力は「流行と異国趣味の活用」「寛容でドグマなき宗教」「チベットとオカルト的力」などにあり、 転生の理論は仏教由来ではなく西洋の進歩主義の投影であり、その教義はブリコラージュであるとし、〈神智学〉の内実は西洋オカルティズムと東洋宗教の寄せ集めであると指摘した。
奇妙な歴史観・進化の解釈、人類進化の先頭に立つのは「アーリア」民族で、オーストラリア・アフリカの原住民は「脳の狭い」人間の名残でアーリア人より遙かに劣るとするような人種差別的見解などが評価を下げているが、ニューエイジとその周辺を研究したセオドア・ローザクは、ブラヴァツキーの思想には歴然としたあらゆる欠陥があり、批判が山積みにされているが、彼女のオカルト諸派の教えに対する直感は鋭く、主題にふさわしいスケールの仕事をし、その才能は際立っていると評価している。
彼女のぶかっこうな形而上学的思弁を評価できないにしても、その〈神智学〉は19世紀思想中で最も冒険的で興味ある体系であり、少なくとも超越的パーソナリティに関する心理学（トランスパーソナル心理学）においては創始者と見るべきであると述べている。一方、大田俊寛は、〈神智学〉を一つの始まりとする、輪廻転生を通した「霊魂の進化」という思想は、往々にして純然たる誇大妄想の体系に帰着してしまい、霊的なレベルを根拠とする階級意識・差別意識、被害妄想の昂進、偽史の膨張などの問題が見られると指摘している。

## 〈神智学〉運動の代表的な流れ

### 第一世代

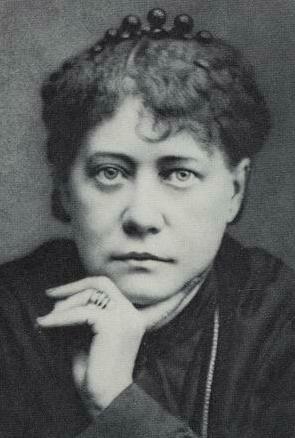
ブラヴァツキー夫人

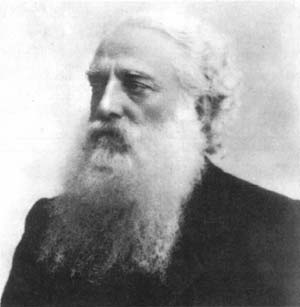
オルコット大佐

神智学協会が設立されて間もない頃の代表的な論者としては、ブラヴァツキー夫人、オルコット大佐などがいる。インドに活動の場を移してからは在印英国人のA・P・シネットが加わる。
ブラヴァツキーの著書としては、最初の著作である『ヴェールを剥がれたイシス』、人類や宇宙の創造や進化についての壮大な思想を展開する『シークレット・ドクトリン』、神智学協会の設立の経緯や〈神智学〉の基本的な思想についてQ&A形式で答える『神智学の鍵』、霊性進歩の弟子道を説いた『沈黙の声』、19世紀後半のインドを神秘主義的紀行の形で著した『インド幻想紀行』などがある。

### ブラヴァツキーの死後

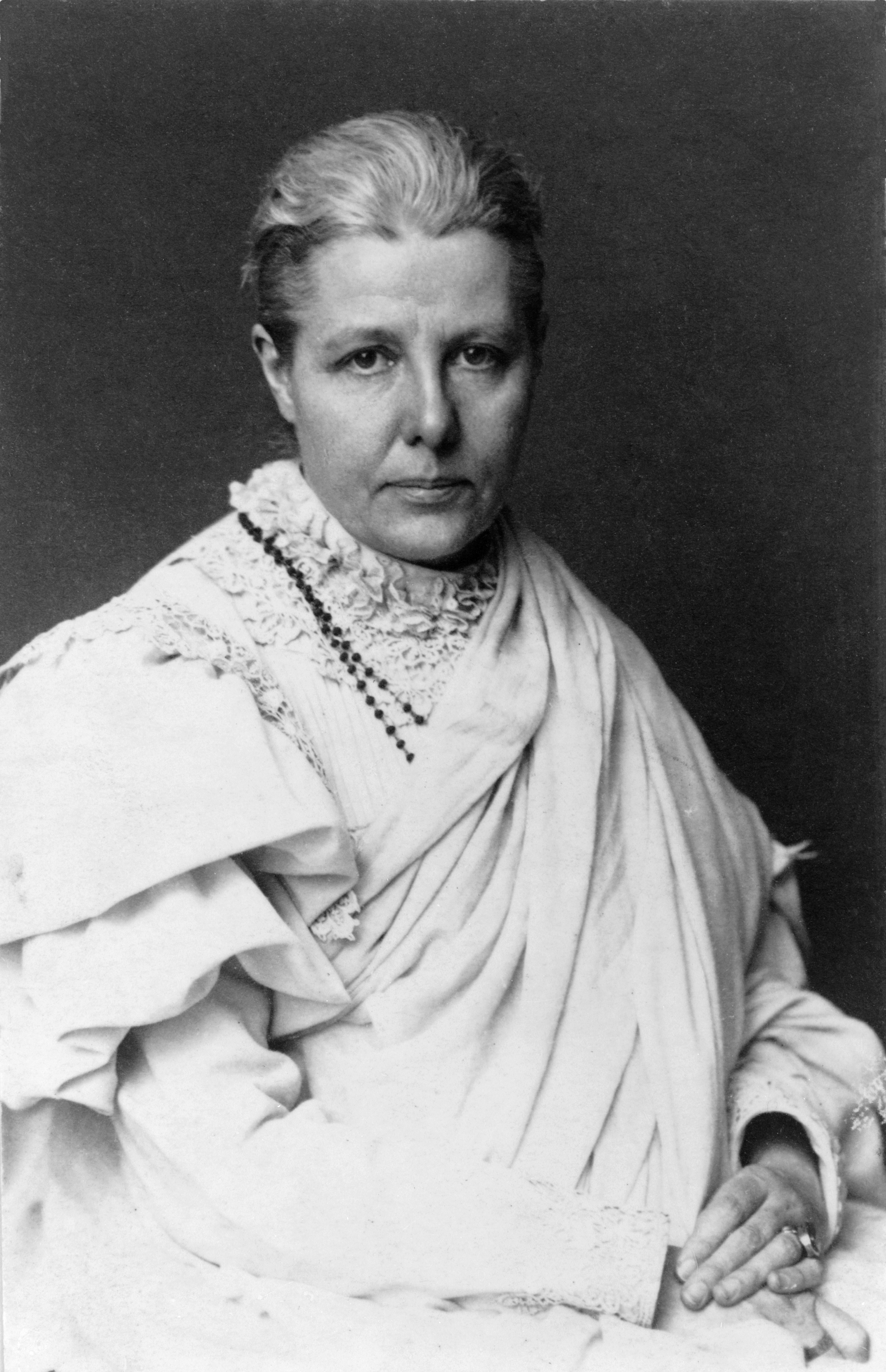
アニー・ベサント

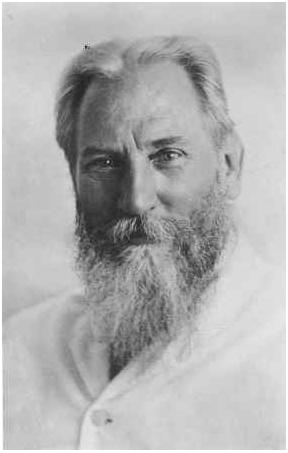
レッドビータ

ブラヴァツキーの死後、神智学協会は、マハトマ書簡への疑いと指導者の地位をめぐって争い分裂したが、著名な女性運動家アニー・ベサントと英国教会の教役者であったC・W・レッドビータ（1854年 - 1934年）が新たな方向性を示し、霊視による研究と霊能力開発、政治・社会活動をより重視した。ベサントは協会員に、女性参政権、菜食主義、代替医療、進歩主義教育、田園都市運動といった社会活動に積極的に参加するよう奨励し、居を構えたインドでインド独立を積極的に支援した。

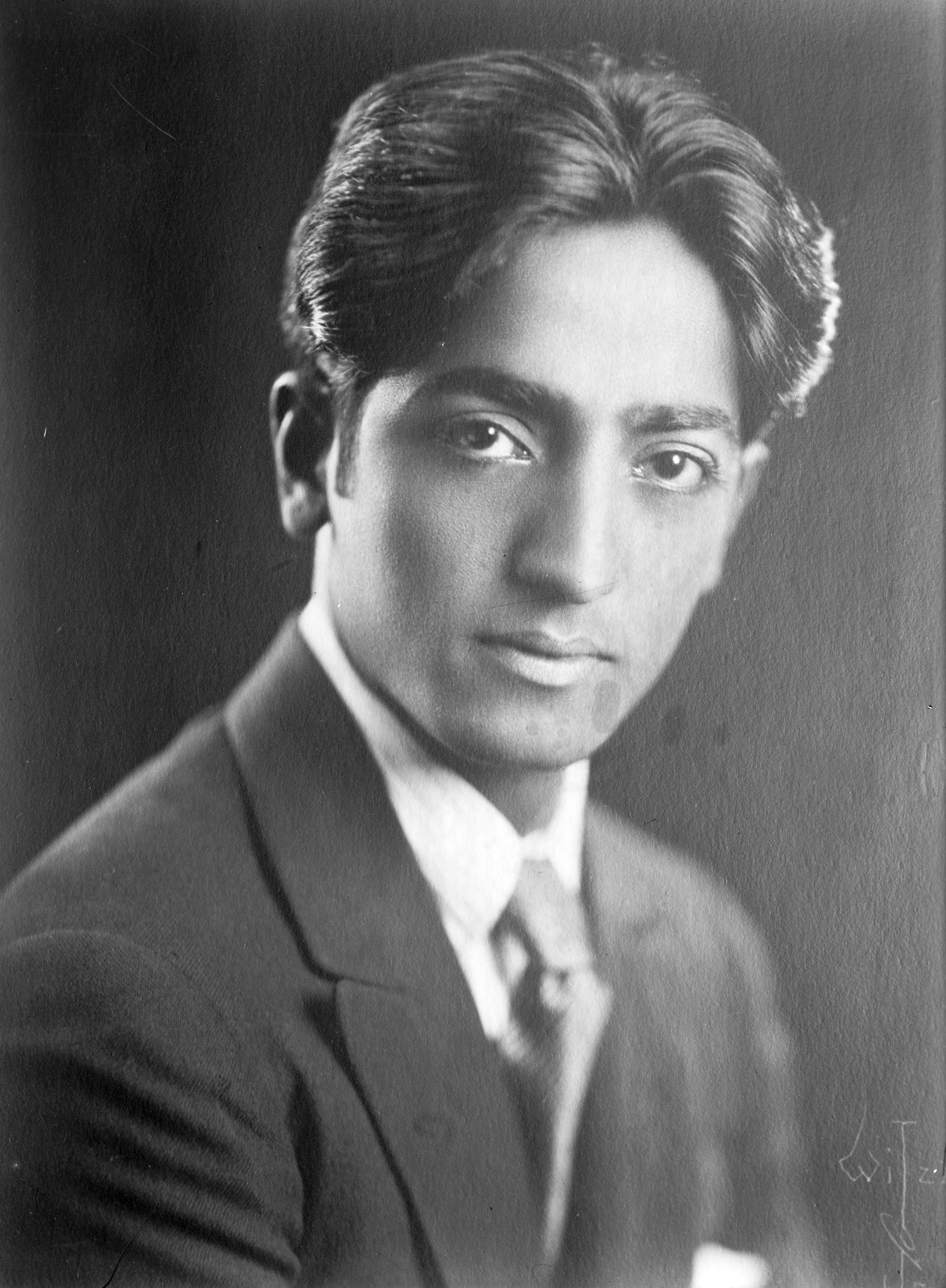
クリシュナムルティ

後期神智学協会は救世主を求めてインドに赴き、 ヨーガ理論とその実践による霊視（clairvoyance、透視）、オーラの感知、アカシック・レコードと呼ばれる霊的な記憶の場にアクセスすることによる過去視・未来視などの霊能力の開発を強調するようになった。レッドビータは、インド・スリランカの貧しい子供たちから優れた資質を持つ者を見つけ出し、イギリスで教育を受けさせ、神智学協会のエリート、救世主として育て上げようとした。
これにより見い出されたのが14歳のジッドゥ・クリシュナムルティである。レッドビータのこの活動にはスキャンダルが付きまとっていた。レッドビータは同性愛者・小児性愛者であり、心霊術の訓練と称して少年たちに自慰行為を強要しているといううわさが流れ、数度告発された。かれはその行為について少年たちを性的緊張から解放するヨーガの訓練であると弁明した。

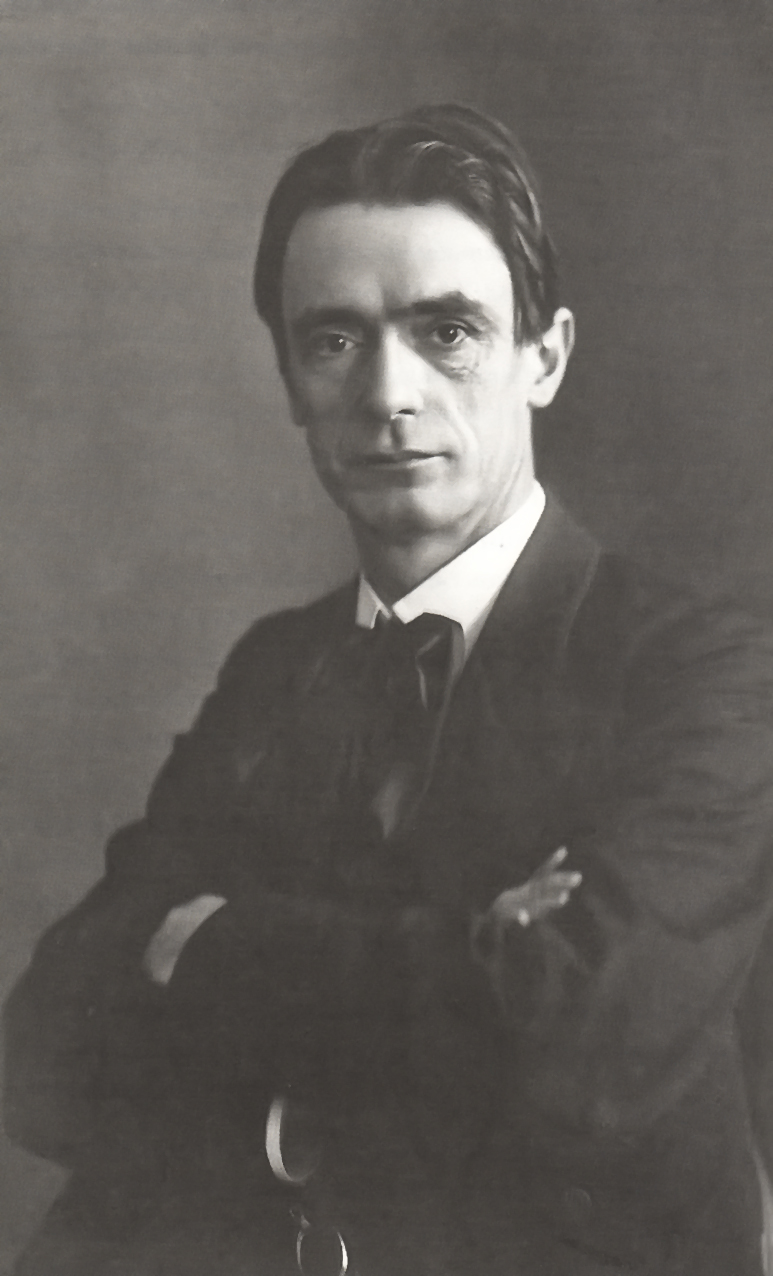
ルドルフ・シュタイナー

神智学協会のドイツ支部事務総長であったルドルフ・シュタイナーは、クリシュナムルティをキリストの生まれ変わり、救世主、世界教師とするアニー・ベサントらの動きに賛同せず、またアジアの思想を重視する協会との方向性の違いから神智学協会を離れ、1913年に「人智学協会」を設立した。
米国の神智学協会に関わっていたアリス・ベイリーは、独立して「アーケイン・スクール」（不朽の知恵、秘教占星学）を発足させた。成長したクリシュナムルティもまた、アニー・ベサントらの主張と盲目的な信者たちに疑問を抱き、1928年に自らをトップとする「東方の星教団」を解散させて神智学協会から離れた。
神智学協会は19世紀末から1920年代までのほぼ半世紀の間は、洋の東西を問わず「世界をおおうバニヤン樹」といえるほどの大きな影響力を持っていた。インドネシアにおける神智学協会の活動について研究しているデ・トレナーレによれば、神智学協会の影響力の世界的ピークは1920年前後だという。また、インドやインドネシアなどではベサントがインド国民会議派の年次会議の議長の地位にあった1917-18年ごろ頂点にあったが、1928年のクリシュナムルティの離脱を境に凋落し、ベサントの死後、1930年代には衰退に向かった。
教義の過度の神秘化、マハトマ（大師、未知の指導者）の実在性や霊能力の信憑性に対する疑惑、分派間の対立、クリシュナムルティを救世主として掲げた「東方の星教団」の解散、ナチズムとの関係性など様々な要因が重なり、第二次世界大戦以降は全体として下火になった。神智学協会の全世界の会員は1929年の時点は4万人に達したが、クリシュナムルティ離脱後、会員数は減少していった。1990年代初頭の時点で数万人になっている。